# Proclamarea Republicii Franceze din 4 septembrie 1870
Proclamarea Republicii Franceze din 4 septembrie 1870 a fost o proclamație adresată poporului Franței prin care se reinstaura forma de guvernare republicană, și se puneau bazele celei de a Treia Republici, după căderea celui de al Doilea Imperiu și înlăturarea de la putere a împăratului Napoleon al III-lea. A fost a patra revoluție franceză, după cea din 1789, cea din 1830 și cea din 1848.
Înfrânte de armata prusacă, trupele franceze au fost încercuite la Sedan, unde împăratul Napoleon al III-lea a capitulat la 2 septembrie. A doua zi, vestea a ajuns la Paris, unde a provocat un șoc. Indecizia guvernului condus de împărăteasa regentă, și cea a Corpului Legislativ⁠(d), unde deputatul orleanist⁠(d) Adolphe Thiers și deputații republicani susțineau soluția unui guvern de uniune națională emanat din reprezentarea națională aleasă, au dat naștere unei revolte populare.
În după-amiaza zilei de 4 septembrie, Palatul Bourbon⁠(d), sediul Corpului Legislativ, a fost invadat. Deputații republicani Léon Gambetta și Jules Favre⁠(d) au anunțat căderea regimului și au condus mulțimea la Primăria Parisului⁠(d), unde a fost proclamată a Treia Republică, în timp ce împărăteasa a fugit și a părăsit Palatul Tuileries. S-a format un guvern de apărare națională⁠(d), sub președinția generalului Trochu, care a fost însărcinat cu continuarea războiului împotriva Prusiei.
Proclamarea Republicii nu a adus însă stabilitate. Guvernul nu a rezistat asedierii Parisului⁠(d) și semnării armistițiului din ianuarie 1871. După insurecția Comunei din Paris și victoria monarhiștilor în alegerile legislative din 8 februarie 1871⁠(d), noul regim părea slăbit.
Evenimentul fondator din 4 septembrie a rămas relativ șters din memoria colectivă. Rareori celebrat de guvernele republicane, cărțile de istorie îi acordă cel mai adesea doar un loc restrâns în abundenta istoriografie a celei de a Treia Republici, și doar puține lucrări îi sunt dedicate în întregime. 4 septembrie 1870 se remarcă față de alte episoade revoluționare prin absența victimelor și a baricadelor⁠(d), până în punctul în care unii istorici refuză să o numească revoluție.

## Context

### Tensiunile cu Prusia și declararea războiului
În mai 1870, al Doilea Imperiu părea mai puternic ca niciodată. În plebiscitul din 8 mai 1870⁠(d), francezii au aprobat covârșitor reformele liberale întreprinse de Napoleon al III-lea, cu peste 7 milioane de voturi „Da”. Pe 30 iunie 1870, șeful statului major al împăratului, Émile Ollivier⁠(d), declara: „În nicio altă epocă, păstrarea păcii în Europa nu a fost mai sigură.” Totuși, tensiunile cu Prusia s-au reaprins când prințul Leopold de Hohenzollern a devenit la 21 iunie 1870 candidat la tronul Spaniei⁠(d), care rămăsese vacant timp de doi ani. Anunțată la Paris pe 5 iulie, candidatura prințului Hohenzollern și-a produs efectul: întrucât acesta era văr cu regele Prusiei, Wilhelm I, Franța nu putea accepta ceea ce părea să semenea cu o încercuire similară cu cea din vremea lui Carol Quintul. Pe 6 iulie, de la tribuna Corpului Legislativ⁠(d), ministrul afacerilor externe, Agénor de Gramont⁠(d), a emis un ultimatum Prusiei. Deputații, și în curând și presa și opinia publică, i-au aprobat poziția. Războiul părea inevitabil.

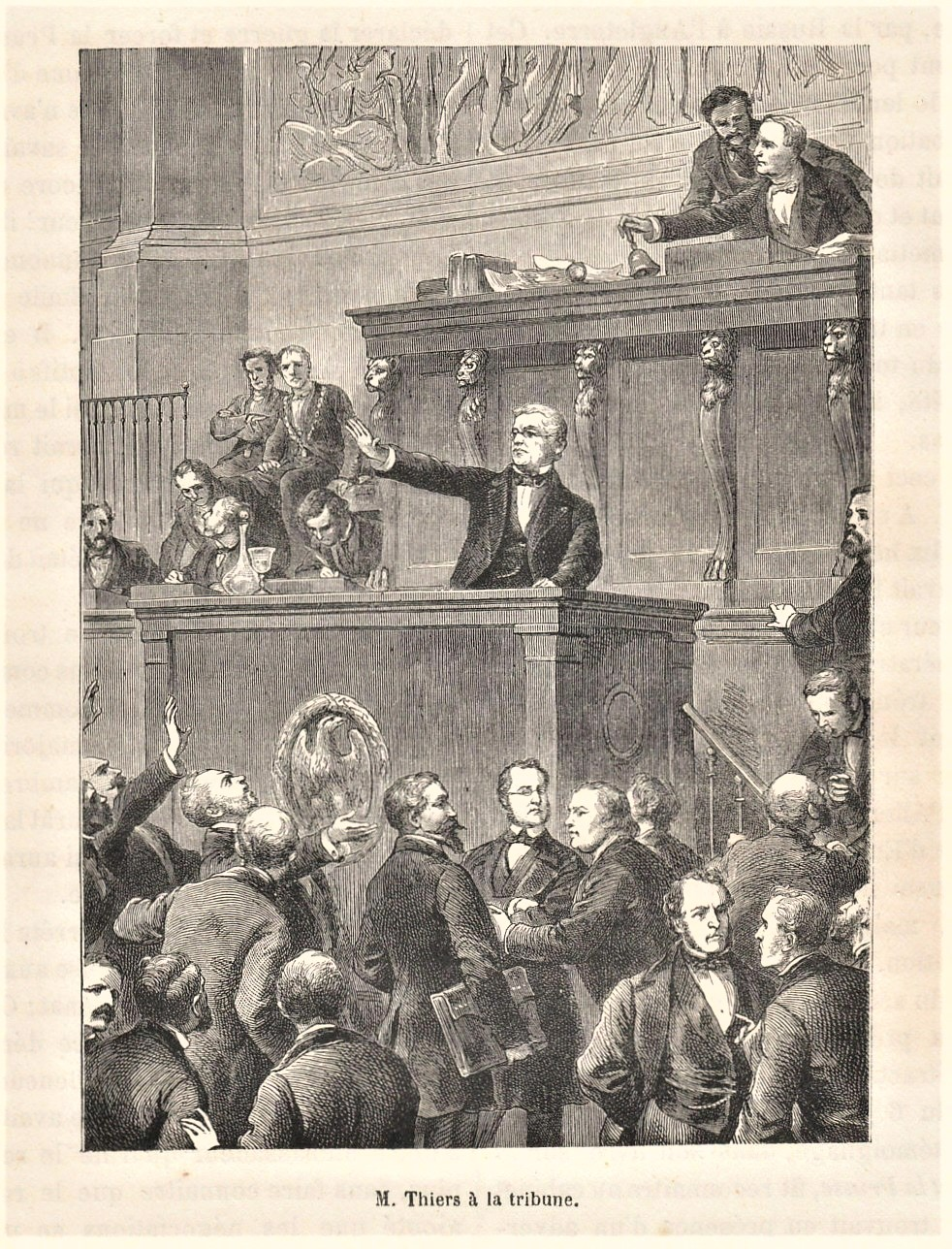
Adolphe Thiers, la tribună, își exprimă refuzul de a declara război Prusiei.

Prințul de Hohenzollern și-a retras candidatura la 12 iulie 1870, dar aceasta nu a atenuat tensiunile. Cu sprijinul împărătesei Eugénie, deputații ultrabonapartiști, adversari ai regimului liberal și ai păcii apărate de Émile Ollivier, au făcut presiuni pentru ca Franța să ceară regelui Prusiei un angajament scris de renunțare definitivă și garanții pentru viitor. Acesta din urmă a confirmat renunțarea vărului său la candidatură, fără însă a se supune altor solicitări din partea francezilor.
Pentru cancelarul Bismarck, perspectiva unui război împotriva Franței părea cea mai bună modalitate de a definitiva unificarea Germaniei. El a acționat cu viclenie și a transcris în depeșa de la Ems o versiune disprețuitoare a răspunsului politicos al regelui Wilhelm I. Aceasta a fost apoi percepută ca o insultă de către opinia publică franceză, care s-a inflamat. Deși ambii erau în favoarea păcii și a organizării unui congres pentru soluționarea disputei franco-prusace, Napoleon al III-lea și Émile Ollivier s-au lăsat atrași în război.
Doar puține voci s-au opus. La tribuna Corpului Legislativ⁠(d), deputatul orleanist⁠(d) Adolphe Thiers a reproșat guvernului că „se agită pe o chestiune sensibilă”, deși obținuse satisfacție pe fond. Discursul său a fost constant întrerupt de huiduieli și insulte, ca și cel al republicanului Léon Gambetta, care și el a condamnat refuzul guvernului de a prezenta documente care să dovedească faptul că spunea adevărul atunci când susținea că țara fusese insultată. Creditele militare au fost în cele din urmă votate, iar declarația de război a fost transmisă Prusiei pe 19 iulie.

### Înfrângerea de la Sedan și capturarea lui Napoleon al III-lea

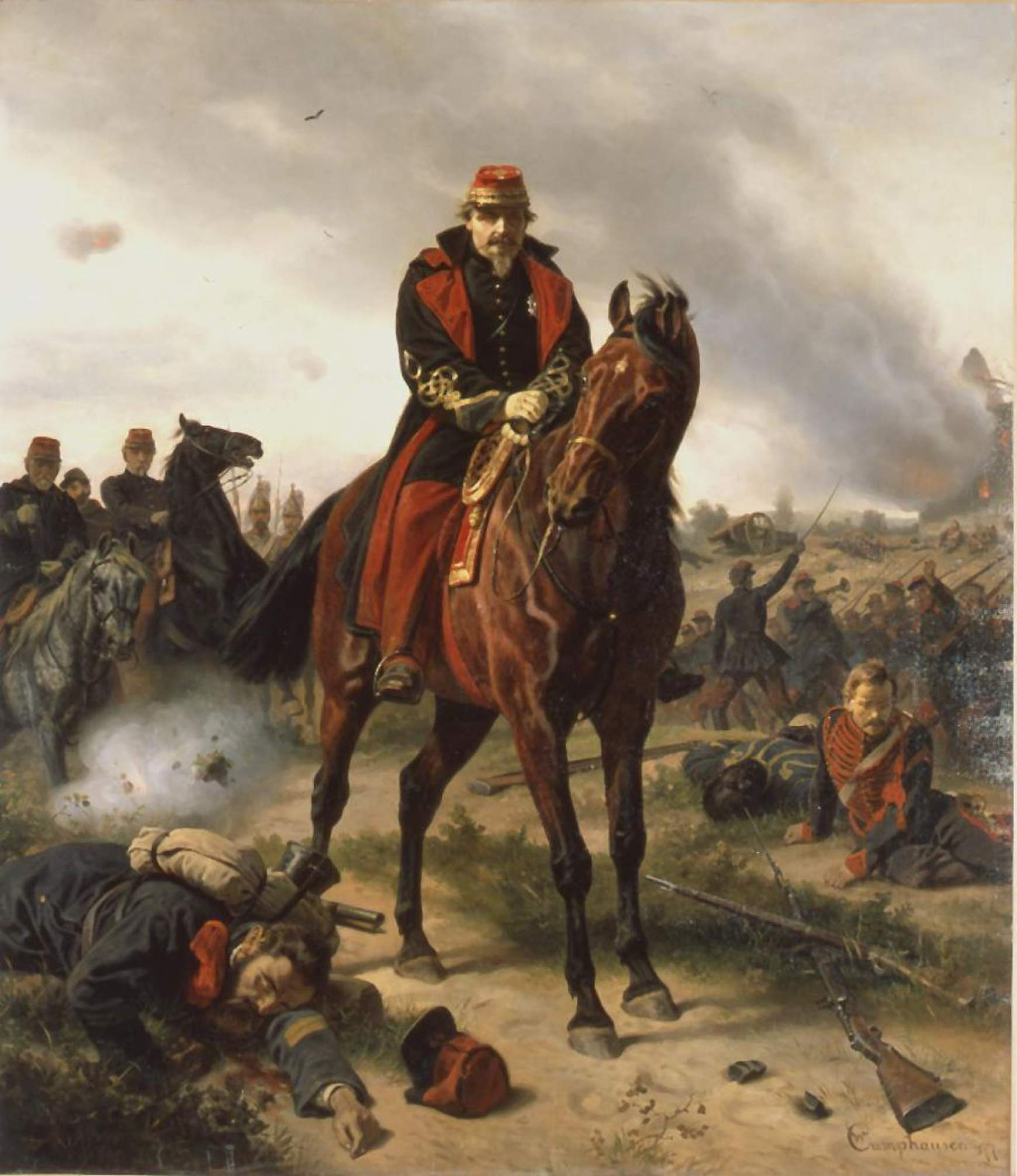
Napoleon al III-lea la bătălia de la Sedan, pictură a germanului.

Mai puțin pregătită decât armata prusacă și inferioară numeric, armata franceză a suferit o înfrângere grea. Pe 3 august, șeful Statului Major General prusac, Helmuth von Moltke, a ordonat trupelor sale să treacă granița. Francezii, învinși șase zile mai târziu la Frœschwiller-Wœrth⁠(d), au fost nevoiți să se retragă. Vestea acestei înfrângeri a fost primită la Paris cu șoc și furie. Pe 9 august, o mulțime amenințătoare s-a adunat în fața Corpului Legislativ⁠(d), dar majoritatea republicanilor, care încă credeau într-o revenire a armatei, au refuzat să declanșeze o revoluție care ar fi echivalat cu o trădare a armatei și care ar fi zdrobit unitatea națională. Mai multe tentative insurecționale au eșuat din cauza lipsei de sprijin din partea populației, inclusiv cea a lui Gaston Crémieux⁠(d) la Marsilia pe 8 august și cea a blanquiștilor⁠(d) de la Paris din 14 august. Înfrângerea armatei franceze i-a fost imputată lui Émile Ollivier⁠(d), care a fost obligat să demisioneze.
Deputații au respins propunerea republicanului Jules Favre⁠(d) de a numi un comitet de cincisprezece membri într-un fel de guvern de unitune națională însărcinat cu respingerea invaziei. Împărăteasa Eugenie, care a preluat regența, l-a numit șef al guvernului pe bonapartistul autoritar Charles Cousin-Montauban⁠(d), conte de Palikao⁠(d). Și în provincie, primele înfrângeri franceze au provocat reacții de surpriză, dezamăgire și chiar furie. Grupările de extremă stânga⁠(d) au încercat să profite de situație, atacurile lor fiind îndreptate împotriva primăriilor, seminariilor și caselor iezuite. Sunt relatate incidente la Marsilia, Toulon, Montpellier, Nîmes, Mâcon, Beaune, Limoges, Bordeaux și Périgueux, în timp ce la Lyon, unele grupuri au luat în considerare secesiunea față de Imperiu și organizarea autonomiei municipale⁠(d). Marea majoritate a francezilor și-au păstrat însă încrederea în împărat.
Mareșalul Bazaine, comandantul suprem al Armatei Rinului⁠(d), a fost înconjurat la Metz pe 19 august cu jumătate din trupele franceze. Împăratul s-a gândit să se retragă la Paris, dar, sub presiunea împărătesei și a ministrului de război, care se temeau că o astfel de decizie ar provoca o revoltă populară, Napoleon al III-lea a mers în ajutorul lui Bazaine cu Armata Châlons-ului⁠(d) comandată de mareșalul Mac Mahon. Trupele acestuia au fost însă și ele încercuite la Sedan. Încercările de a ieși din încercuire au eșuat, iar împăratul a capitulat pe 2 septembrie.

## Desfășurarea (3–5 septembrie 1870)

### Din după-amiaza zilei de3 septembriepână în noaptea de4 septembrie

#### Anunțul înfrângerii și întâlnirea miniștrilor

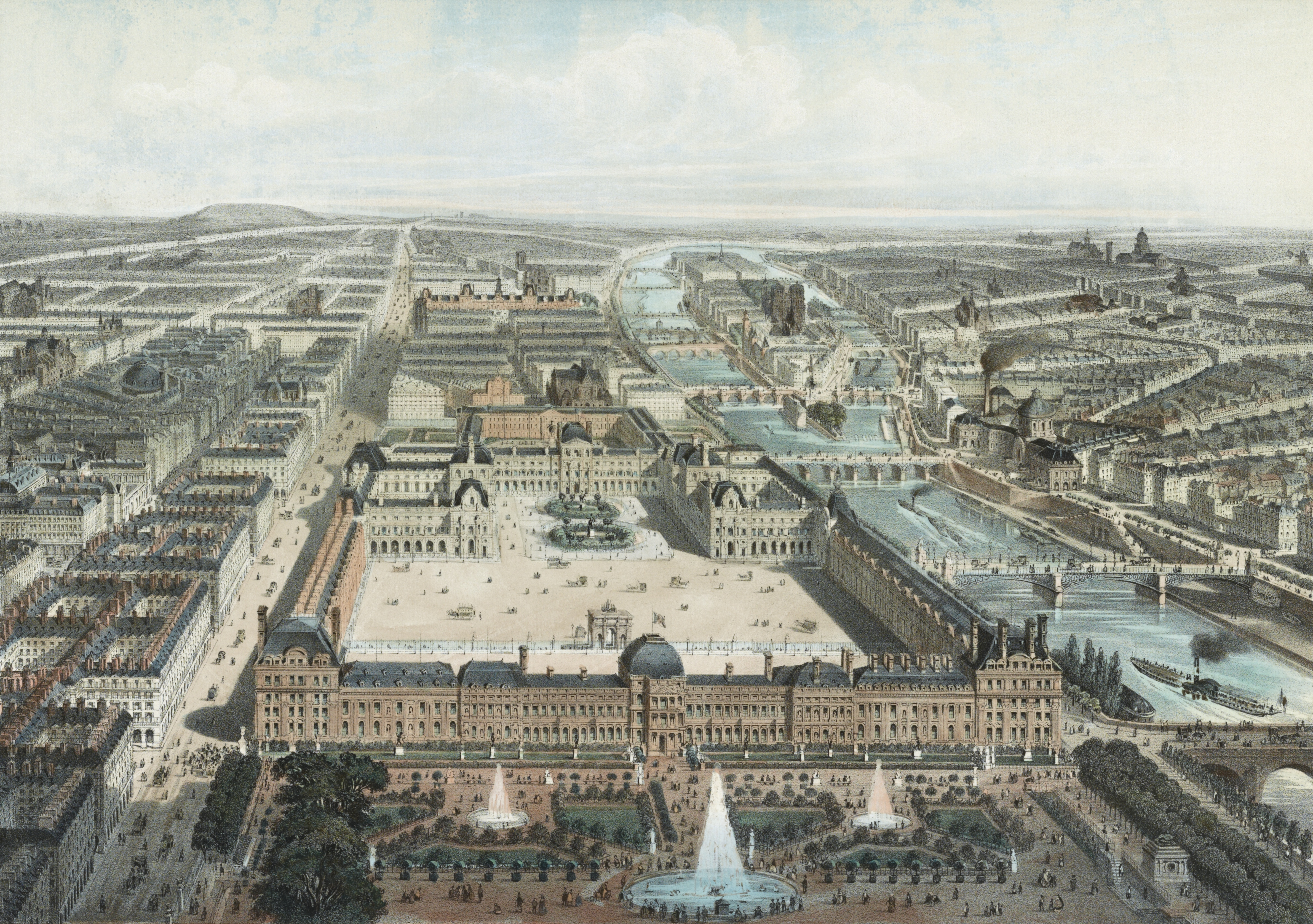
Palatul Tuileries în anii 1860.

În după-amiaza zilei de 3 septembrie 1870, ministrul de Interne, Henri Chevreau⁠(d), s-a dus să se întâlnească cu împărăteasa la Palatul Tuileries pentru a o informa despre numeroasele telegrame de la primari și subprefecți care raportau trecerea soldaților francezi în retragere dezordonată prin mai multe localități din nordul și estul Franței. În galeriile palatului, el s-a întâlnit cu directorul Telegrafului, care ducea o depeșă în care Napoleon al III-lea o anunța pe soția sa că a căzut prizonier și a fost înfrânt la Sedan. Henri Chevreau a dus depeșa împărătesei, care a hotărât să convoace imediat o ședință a guvernului.

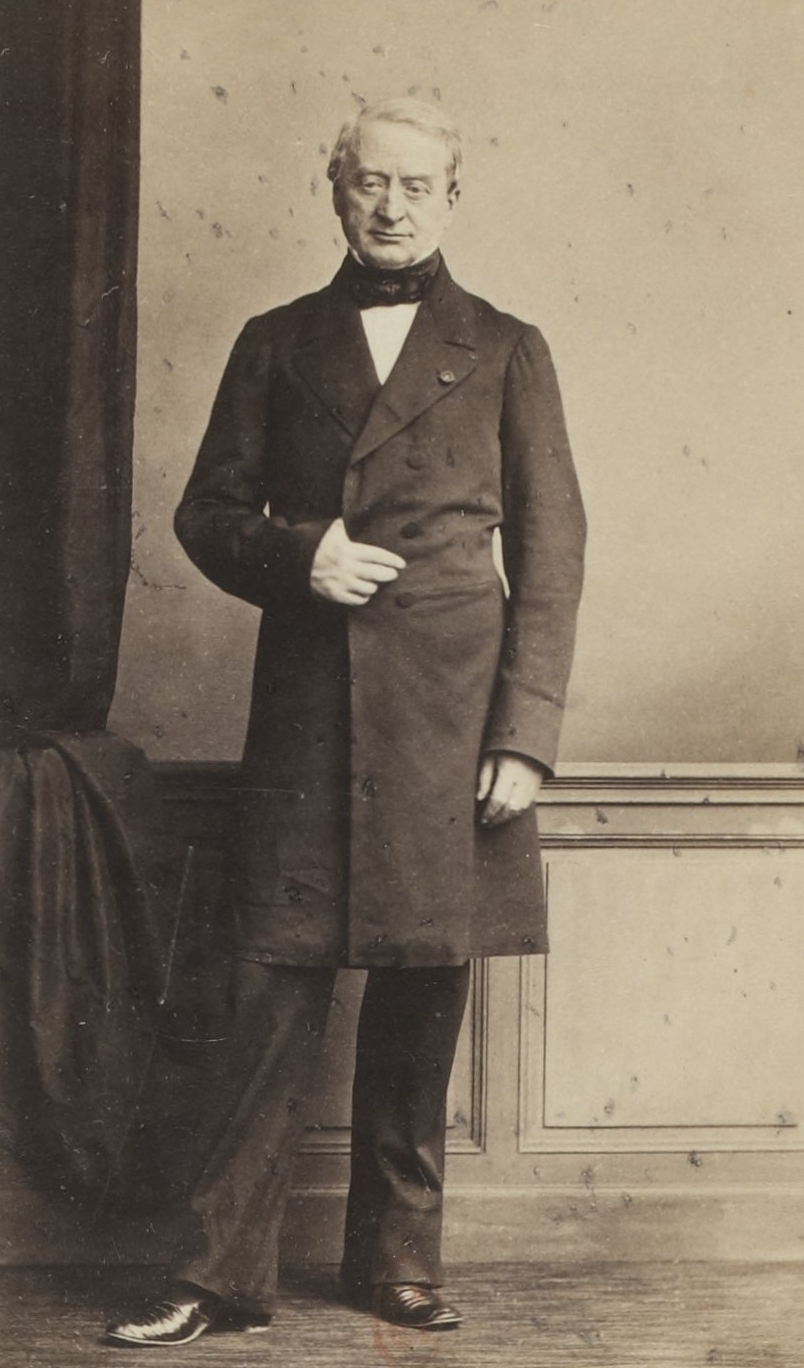
, președintele.

Adunați în jurul împărătesei la orele 18:00, miniștrii au evaluat dezastrul, dar nu au luat nicio hotărâre cu privire la acțiunile care trebuia să fie întreprinse. S-a luat în discuție instalarea împărătesei și a unei delegații guvernamentale într-un oraș de provincie, dar ideea nu a fost reținută, de teamă că populația pariziană ar percepe-o ca pe o trădare în momentul în care armata prusacă mărșăluia asupra capitalei. Similar, președintele Corpului Legislativ,⁠(d) Eugène Schneider⁠(d), a cărui funcție îi permitea să participe la Consiliu cu vot consultativ, a profitat de o suspendare a sesiunii pentru a-i prezenta lui Eugénie ideea transferului puterii executive către o comisie aleasă de deputați, ceea ce, potrivit lui, ar permite evitarea unei revoluții și satisfacerea populației prin înlăturarea celor responsabili de înfrângere. Împărăteasa a refuzat și această propunere. Toți miniștrii, au acceptat, cu susținerea lui Eugène Schneider, să nu convoace Corpul Legislativ până a doua zi la prânz, adică după o nouă ședință a guvernului stabilită pentru orele 8 dimineața. S-a conventi și asupra unei proclamații către parizieni, care anunța înfrângerea, ce fusese redactată în grabă de ministrul agriculturii și comerțului, Clément Duvernois⁠(d).

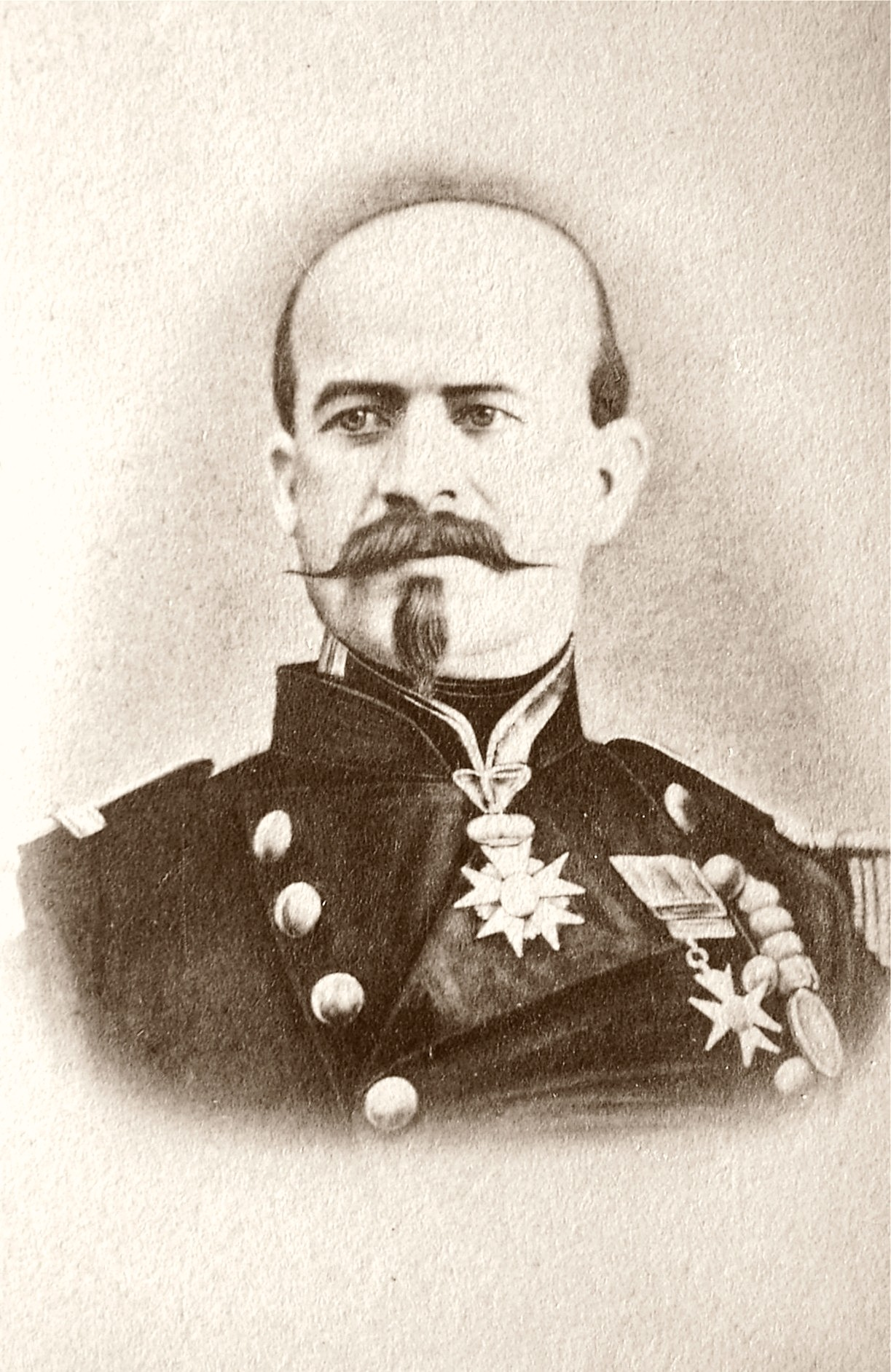
Generalul Trochu, guvernator militar al Parisului.

Eseistul Pierre Cornut-Gentille⁠(d) explică indecizia împărătesei prin faptul că ea nu putea hotărî nimic înainte de a cunoaște intențiile generalului Trochu, guvernator militar al Parisului, care refuzase să meargă la palat în acea seară, în ciuda insistențelor ministrului de interne, Henri Chevreau⁠(d). Pentru mulți bonapartiști⁠(d), acest refuz era o dovadă de trădare din partea guvernatorului. Aceștia l-au acuzat că se înțelesese dinainte cu republicanii pentru a dărâma regimul, dar atitudinea lui Trochu era cauzată mai degrabă, potrivit lui Pierre Cornut-Gentille, de neîncrederea pe care împărăteasa și ministrul de război o arătaseră constant față de el încă de când a fost numit în funcție. Pentru istoricul Éric Anceau⁠(d), generalul Trochu „nu-și dorea nici să-și compromită popularitatea legându-se de regentă în mijlocul prăbușirii generale și a preferat să pară ca un salvator la momentul potrivit”. Guvernatorul militar al Capitalei și colegii lui au lucrat o parte din seară și din noapte la măsurile care trebuiau luate pentru accelerarea lucrărilor la structurile defensive ale Capitalei.

#### Întâlnirea dintre Adolphe Thiers și deputații republicani

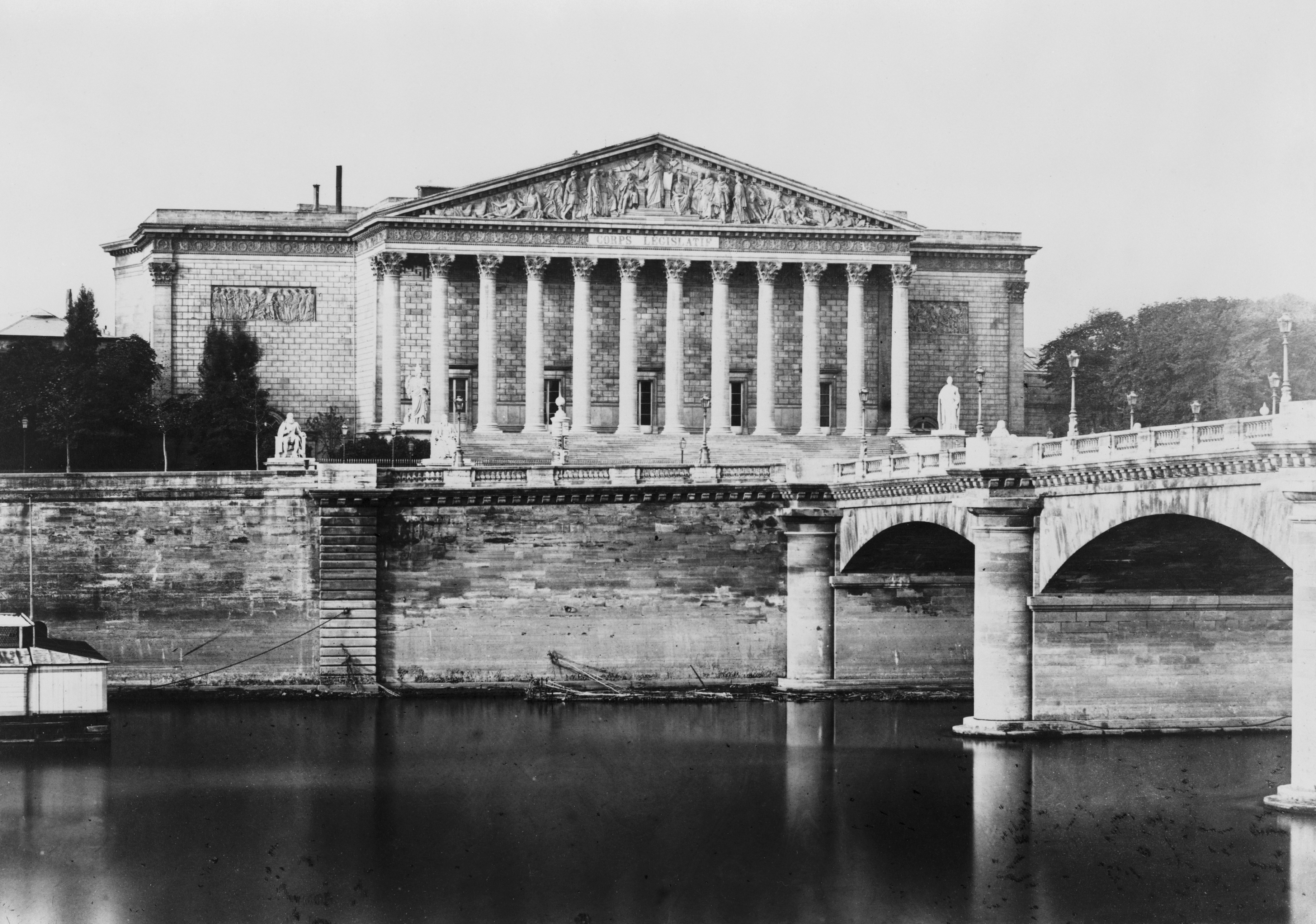
sub al Doilea Imperiu

Vestea înfrângerii francezilor a fost adusă la Palatul Bourbon⁠(d), unde se afla Corpul Legislativ⁠(d), chiar în momentul în care împărăteasa primea telegrama de la Napoleon al III-lea. Mulți deputați s-au înghesuit în jurul lui Adolphe Thiers: deși cu câteva săptămâni mai devreme fusese criticat pentru angajamentul său pacifist, el părea atunci în ochii multora ca omul providențial. Un grup de deputați republicani, compus din Jules Favre⁠(d), Louis-Antoine Garnier-Pagès⁠(d), Léon Gambetta, Jules Ferry⁠(d) și Joseph Magnin⁠(d), l-au luat deoparte pentru a-i explica proiectul lor: acela de a-i încredința lui Thiers șefia unui „comitet provizoriu de apărare națională” care ar fi reunit deputați din diferite familii politice, cu excepția bonapartiștilor.” Potrivit acestora, după rușinoasa capitulare, regenta și guvernul nu aveau altă opțiune decât să părăsească puterea și doar o personalitate precum Thiers avea șanse să ralieze țara în jurul numelui său. Pentru Adolphe Thiers, nu exista altă cale de ieșire decât semnarea unei păci nefavorabile cu Prusia: deși era de acord cu ideea unui guvern extins care să ducă la căderea împăratului, el a refuzat să facă parte din acesta pentru că nu era dispus să suporte consecințele unui război pe care făcuse tot posibilul să-l preîntâmpine. Procedând astfel, Thiers insista ca nici el, și nici republicanii să nu își asume responsabilitatea.

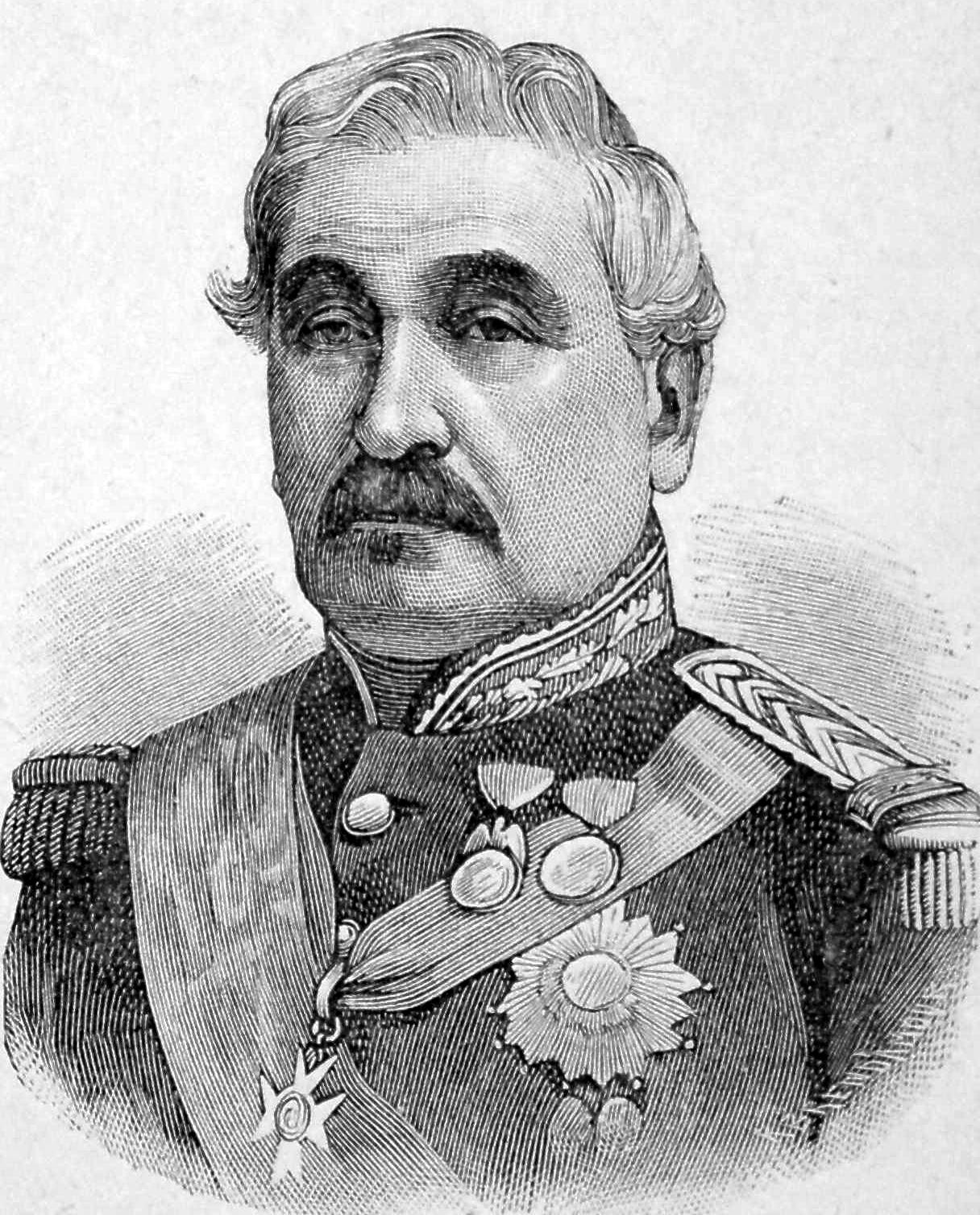
Ministrul de război, conte de Palikao.

Jules Favre a propus apoi ideea unui triumvirat compus din președintele Corpului Legislativ Eugène Schneider⁠(d), ministrul de război Charles Cousin-Montauban⁠(d) și guvernatorul Parisului, generalul Trochu. Înainte de a se despărți, Adolphe Thiers și cei cinci republicani au promis să se întâlnească din nou după ce fiecare își va fi sondat susținătorii cu privire la această chestiune.

#### Adunările populare și dificultățile republicanilor
Pe măsură ce se lăsa noaptea, se formau din ce în ce mai multe adunări spontane pe străzile și bulevardele Parisului. O mulțime numeroasă a luat parte la o demonstrație în Place de la Bastille⁠(d), care a fost în cele din urmă dispersată fără incidente la nivelul străzii Montmartre⁠(d) de către polițiștii locali⁠(d). Furia parizienilor s-a exprimat pentru prima dată împotriva lui Napoleon al III-lea, acuzat de lașitate și trădare. La începutul serii, mulțimea s-a înghesuit în piața și pe podul Concordiei⁠(d), sperând că Corpul Legislativ se va întruni pentru a decide detronarea împăratului.

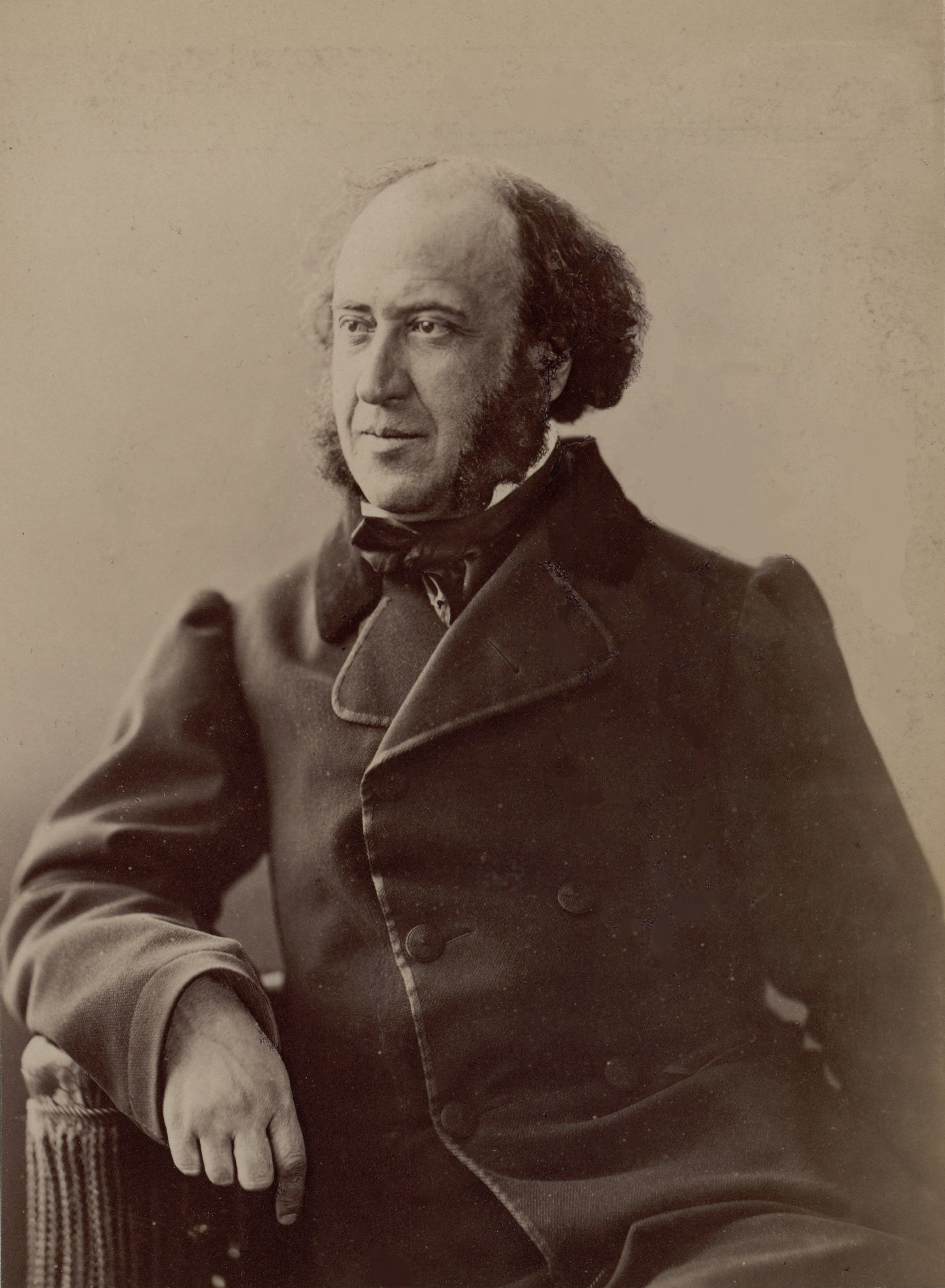
Deputatul Jules Simon

În Palatul Bourbon⁠(d), unde era mare agitație, deputații republicani se aflau într-o situație incomodă. Majoritatea respingeau prezența ministrului de război în viitorul guvern, deoarece îl considerau responsabil pentru dezastru. Rămânerea lui în funcție putea duce la o insurecție, pe care ei încă doreau să o evite. Spre deosebire de republicanii revoluționari care nu făceau parte din Adunare, republicanii moderați din Corpul Legislativ își apăraseră de ani de zile dorința de a veni la putere pe cale democratică. Prin urmare, tolerarea unei revolte însemna contrazicerea acestui principiu. Mai mult, conștienți de urgența promovării unui nou guvern, republicanii au refuzat să își asume responsabilitatea exclusivă pentru acesta, pentru a nu se expune umilinței înfrângerii, lucru pe care deputatul Jules Simon l-a recunoscut câțiva ani mai târziu: „noi nu doream ca Republica să moștenească relele țării”.
Apoi, ei au propus ideea unui guvern de uniune națională mandatat de Corpul Legislativ, de data aceasta integrându-i pe bonapartiști. Orleanistul Adolphe Thiers avea să fie personalitatea dominantă în acest guvern compus din nouă membri, inclusiv patru deputați republicani și patru deputați din majoritatea bonapartistă. Cum din relatări se evidenția hotărârea mai multor grupuri adunate în jurul Palatului Bourbon, se pare că a apărut nevoia de a convoca Corpul Legislativ în ședință pe timpul nopții pentru a anunța transferul puterii executive către parizieni de la primele ore ale dimineții. În timp ce unii dintre deputați si-au asumat sarcina de a-l determina pe președintele Eugène Schneider să convoace imediat ședința, Léon Gambetta a încercat să liniștească mulțimea adunată la porțile Palatului Bourbon.

#### Ședința de noapte a Corpului Legislativ

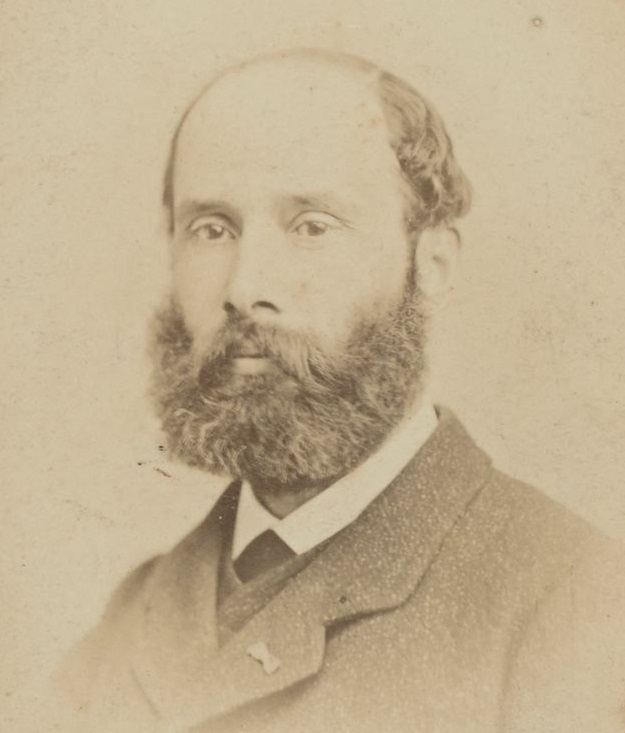
Deputatul

Spre sfârșitul serii zilei de 3 septembrie, o delegație formată din 36 de deputați în frunte cu Émile de Kératry⁠(d), un ofițer de cavalerie orleanist care se raliase republicanilor, și cu Ernest Dréolle⁠(d), un bonapartist autoritar, a venit să-i ceară președintelui Eugène Schneider, care lua masa în apartamentele sale de la Hôtel de Lassay⁠(d), să convoace fără întârziere Corpul Legislativ. Schneider, „sfâșiat între fidelitatea față de cuplul imperial și convingerile lui”, a cedat în cele din urmă și a anunțat convocarea unei ședințe la miezul nopții.
Pe la orele 23, contele de Palikao⁠(d), ministrul de război, a sosit și el, furios, la Hôtel de Lassay. La fel ca alți miniștri care i s-au alăturat, el l-a criticat pe Schneider pentru organizarea acestei ședințe în condițiile în care nu fusese luată nicio decizie în acest sens în Consiliul de Miniștri, mai ales că, potrivit lui, nicio inițiativă nu putea fi luată fără aprobarea împărătesei Eugenie. Eugène Schneider a multiplicat însă consultările în încercarea de a ajunge la un compromis. Deputatul republican Antoine-Léonce Guyot-Montpayroux⁠(d) i-a spus: „dacă în seara asta ajungeți la o soluție, dacă Monitorul Oficial de mâine dimineață conține o proclamație și la hotărâri cu șanse să înfrâneze emoțiile publice […], dacă există o hotărâre care să dea puterea în mâinile Corpului Legislativ, sunt convins că generalul Trochu se va pune la dispoziția Adunării și atunci nu veți avea o revoluție pe străzi. Dacă, dimpotrivă, Parisul se trezește mâine fără să se fi rezolvat nimic serios, veți avea o revoluție” După intervenția deputaților Ernest Dréolle și Pierre Calvet-Rognat⁠(d), Palikao a acceptat în cele din urmă să meargă în plen și să participe la ședința care a început la orele 1 dimineața, în 4 septembrie 1870.

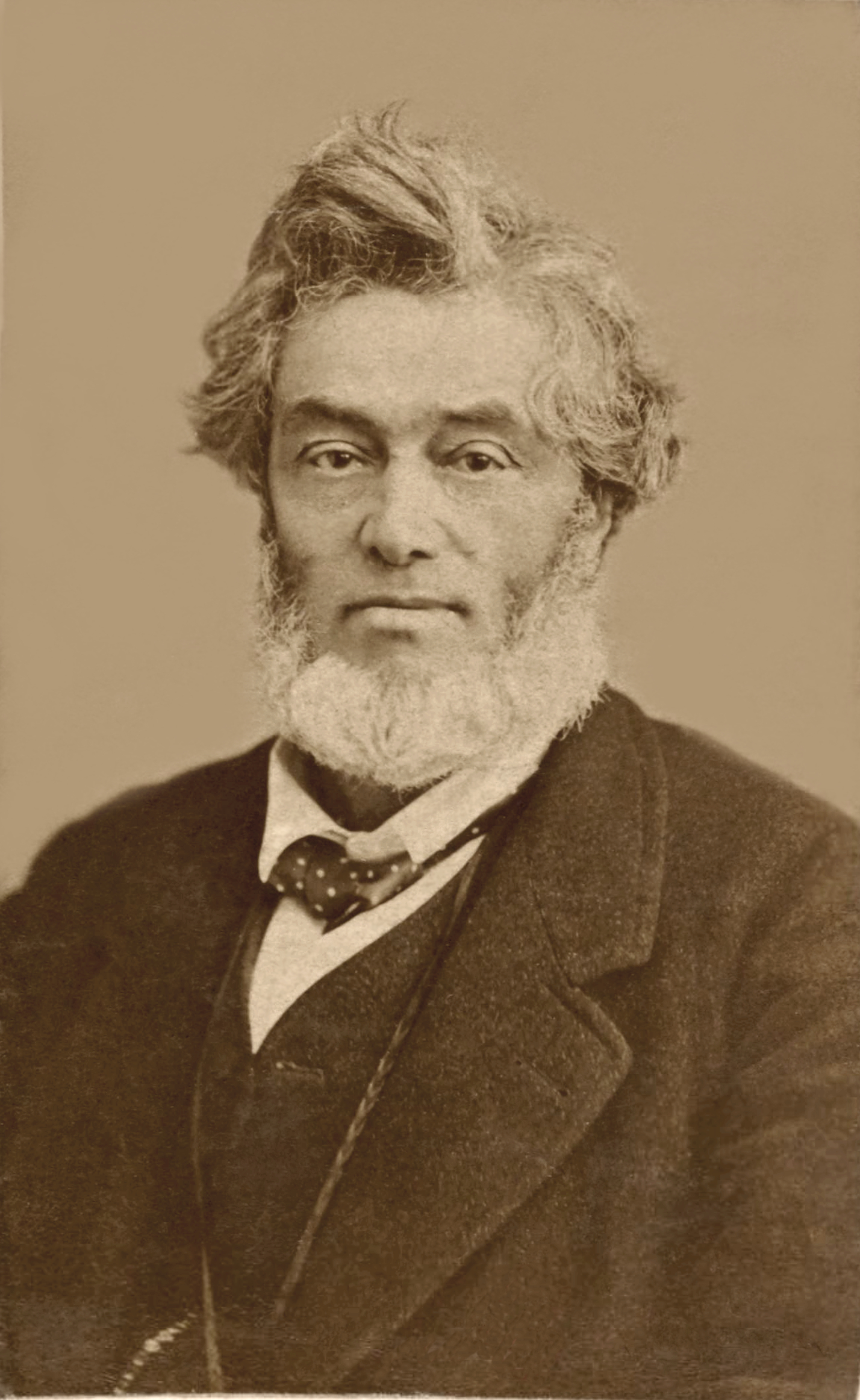
Deputatul

Ministrul de război a vorbit primul. După ce a recunoscut că miniștrii nu au deliberat încă asupra deciziilor care urmează să fie luate, el a cerut amânarea sesiunii până la orele prânzului în aceeași zi. Republicanul Jules Favre⁠(d), care i-a urmat la tribună, a asigurat că nu se opune amânării, dar a prezentat, în numele tuturor republicanilor, o moțiune de trei articole, semnată de 27 de deputați, și pe care intenționa să o supună votului în următoarea ședință:
„Ludovic-Napoleon Bonaparte și dinastia lui sunt declarați decăzuți de la putere. Corpul Legislativ va numi o comisie […] învestită cu toate puterile guvernului și care va avea ca misiune expresă rezistența cu tărie față de invazie și gonirea inamicului de pe teritoriul țării. […] Generalul Trochu se menține în funcția de guvernator general al Parisului⁠(d).”
Ședința s-a încheiat la ora 01:20; totuși, toată lumea a înțeles în acel moment că, având în vedere inerția guvernului, devine foarte probabil ca majoritatea să se resemneze în următoarele ore cu transferul puterea executivă de la regentă către un guvern ales de Adunare: „era nevoie să li se dea lui Thiers și bonapartiștilor liberali timp să elaboreze o moțiune acceptabilă pentru majoritatei”, după cum afirmă Pierre Cornut-Gentille⁠(d).

### Ziua de4 septembrie 1870

#### Ședința guvernului

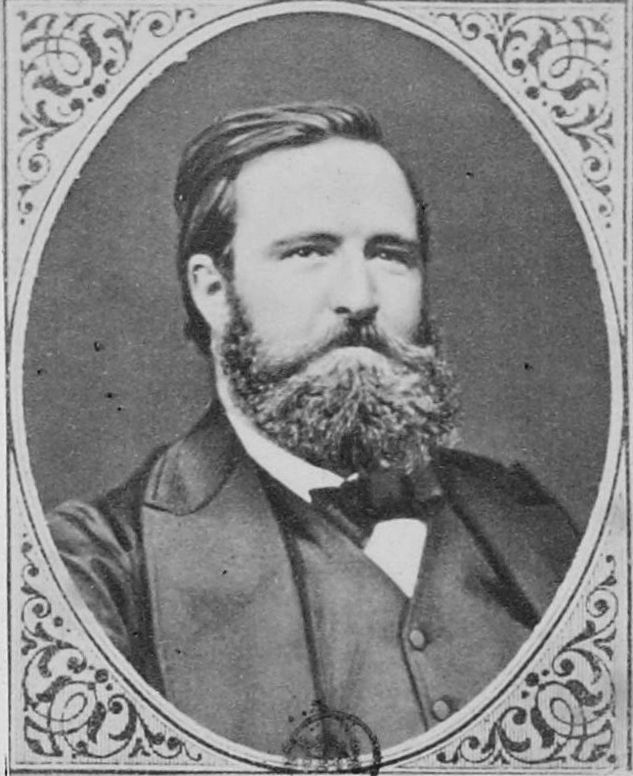
, ministrul agriculturii și comerțului

Ședința guvernului programată pentru ora 8 a fost întârziat în cele din urmă de vizitele împărătesei, a generalului Trochu și apoi a lui Ferdinand de Lesseps, vărul îndepărtat al Eugeniei, care, după ce s-a consultat cu prietenul lui, Émile de Girardin⁠(d), a încercat să o convingă să opteze pentru o retragere temporară, pe care ea a refuzat-o.
La ședință, ministrul agriculturii și comerțului, Clément Duvernois, a propus mai întâi folosirea forței prin declararea stării de asediu pentru a-i aresta pe liderii republicani și a stinge astfel orice tentativă de revoluție. Această propunere a fost respinsă de împărăteasă, care a exclus orice recurs la violență. Eugène Schneider a apărat apoi propunerea lui Louis Buffet, fost ministru de finanțe, autor al unui text scris în timpul nopții cu sprijinul altor deputați, în vederea asigurării transferului puterii executive în mâinile unei comisii alese de Adunare. Deși era susținută și de ministrul Jules Brame⁠(d), propunerea nu a fost acceptată. Ea a fost însă reluată parțial: miniștrii au reținut ideea unui consiliu de regență ales de Adunare, la care să se adauge desemnarea unui locotenent general al consiliului în persoana contelui de Palikao, și în care împărăteasa să-și păstreze poziția.
Această propunere a fost la rândul ei respinsă de deputați, care l-au întâmpinat pe ministrul de război cu puțin timp înainte de prânz la Palatul Bourbon⁠(d). S-a luat atunci hotărârea ca un grup de șase deputați conduși de Louis Buffet și Napoléon Daru⁠(d) să meargă imediat la Palatul Tuileries pentru a încerca să influențeze poziția împărătesei. Aceasta din urmă a părut la început inflexibilă, dar, confruntată cu insistențele deputaților care susțineau că adoptarea unui astfel de text ar provoca o insurecție, a hotărât să se retragă cu condiția ca ministrul Palikao să aprobe la rândul său această decizie.

#### Noua ședință a Corpului Legislativ

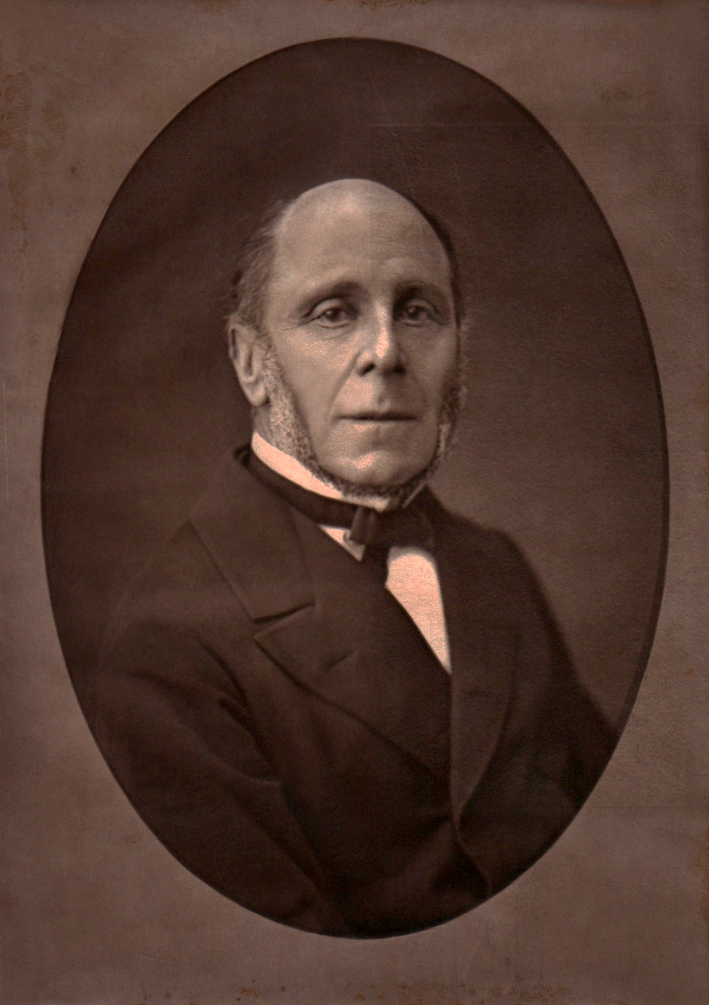
, raportorul comisiei responsabile cu examinarea moțiunilor depuse

În dimineața zilei de 4 septembrie, parizienii au aflat de declarația Guvernului, afișată în timpul nopții pe pereții clădirilor publice. Cu ziarele îndemnând mulțimea să se adune în număr mare în fața Adunării pentru a cere înlăturarea împăratului, numărul manifestanților a continuat să crească pe tot parcursul dimineții. Mulțimea nu era însă agresivă și se manifesta într-un „climat euforic și ușor rebel”. Un amplu serviciu de securitate a fost trimis pentru a asigura siguranța parlamentarilor; de fapt, aproximativ 5000 de oameni (sergenți⁠(d) și inspectori de poliție⁠(d) ai orașului, jandarmi⁠(d) pe jos și călare, soldați din garnizoană) au fost masați lângă clădire de către șeful guvernului, Charles Cousin-Montauban⁠(d).
La ora 13:15, președintele Schneider a deschis ședința Corpului Legislativ⁠(d). Cousin-Montauban și deputatul Adolphe Thiers au urcat apoi la tribună pentru a-și prezenta propunerile. Amândoi au fost de acord cu înființarea unui guvern numit de Cameră, dar primul și-a reafirmat dorința de a fi numit locotenent general al acestui consiliu, în timp ce al doilea dorea să deschidă ușa către o schimbare a regimului instituțional, evocând convocarea unei adunări constituante imediat ce circumstanțele o vor permite. La rândul său, Jules Favre⁠(d) a menținut propunerea de detronare a împăratului, prezentată în timpul sesiunii de noapte.
A fost declarată stare de urgență, iar cele trei propuneri au fost imediat trimise spre examinare unei comisii însărcinate cu elaborarea unui text care să poată obține o majoritate largă. Această comisie a aprobat în unanimitate textul lui Thiers, modificându-l ușor, și l-a numit raportor pe Louis Martel⁠(d): „Având în vedere circumstanțele, Camera alege o comisie compusă din cinci membri aleși de Corpul Legislativ. Această comisie va numi miniștrii. De îndată ce circumstanțele o vor permite, națiunea va fi chemată să aleagă o Adunare Constituantă care să decidă asupra formei de guvernare.” Totuși, când erau pe punctul de a se reveni în plen, membrii comisiei au aflat că palatul fusese invadat și că nu se mai puteau ține ședințe acolo.

#### Invadarea Palatului Bourbon

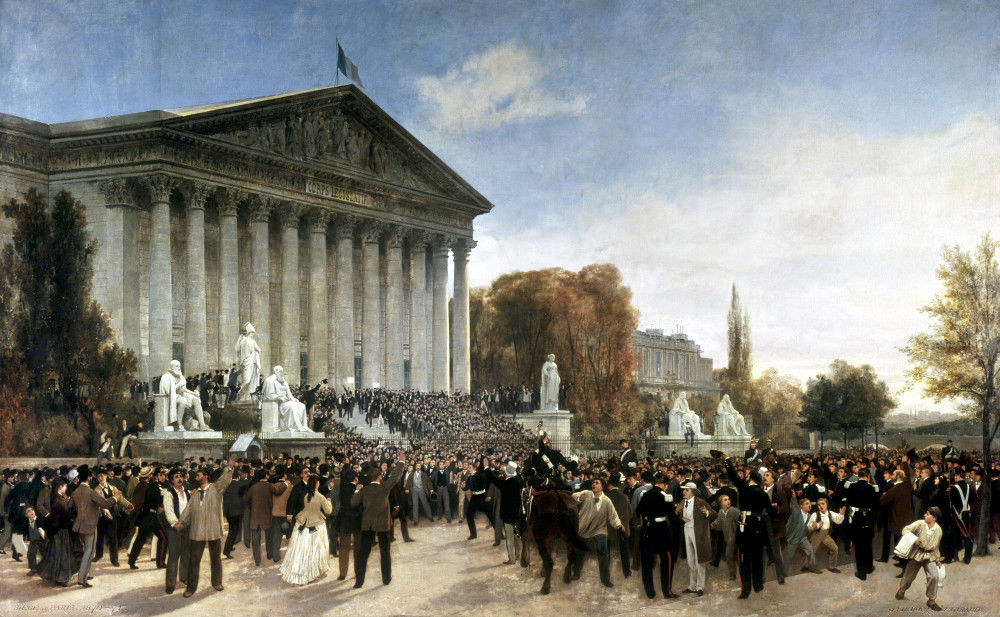
Mulțimea din fața în dimineața zilei de, pictură de Jacques Guiaud și

Prezența manifestanților în apropierea Palatului Bourbon a inversat echilibrul puterii și a demonstrat guvernului și deputaților bonapartiști celor mai loiali regimului hotărârea poporului. Majoritatea parizienilor care se înghesuiau în jurul palatului acționau din îngrijorare sau curiozitate față de ce avea să se întâmple în continuare, dar blanquiștii⁠(d) și alți revoluționari s-au amestecat prin mulțime în speranța de a grăbi căderea Imperiului și de a realiza în sfârșit democrația populară și egalitară care eșuase în 1848.
La deschiderea ședinței Corpului Legislativ, galeriile publice erau pline. Republicanii au reușit să-i reunească pe mulți dintre prietenii lor, inclusiv pe foștii deputați revoluționari ai celei de a Doua Republici, precum Jules Miot⁠(d) și Étienne Arago⁠(d), care promovau insurecția. În afara clădirii, neliniștea mulțimii a sporit, iar generalul de Caussade⁠(d), care era responsabil cu comanda operațiunilor de ordine publică, nu s-a ridicat la înălțimea sarcinii încredințate. Descris ca un „militar onorabil, dar bătrân, împovărat, bolnav, lipsit de autoritate și de vigoare”, a fost copleșit rapid. Odată ce porțile au fost deschise, fluxul de protestatari care au invadau grădinile și coridoarele palatului nu a mai putut fi oprit. Câtă vreme ședința a fost suspendată, galeriile au fost ocupate de gărzi naționale și de activiști, hotărâți să împiedice reluarea dezbaterilor.

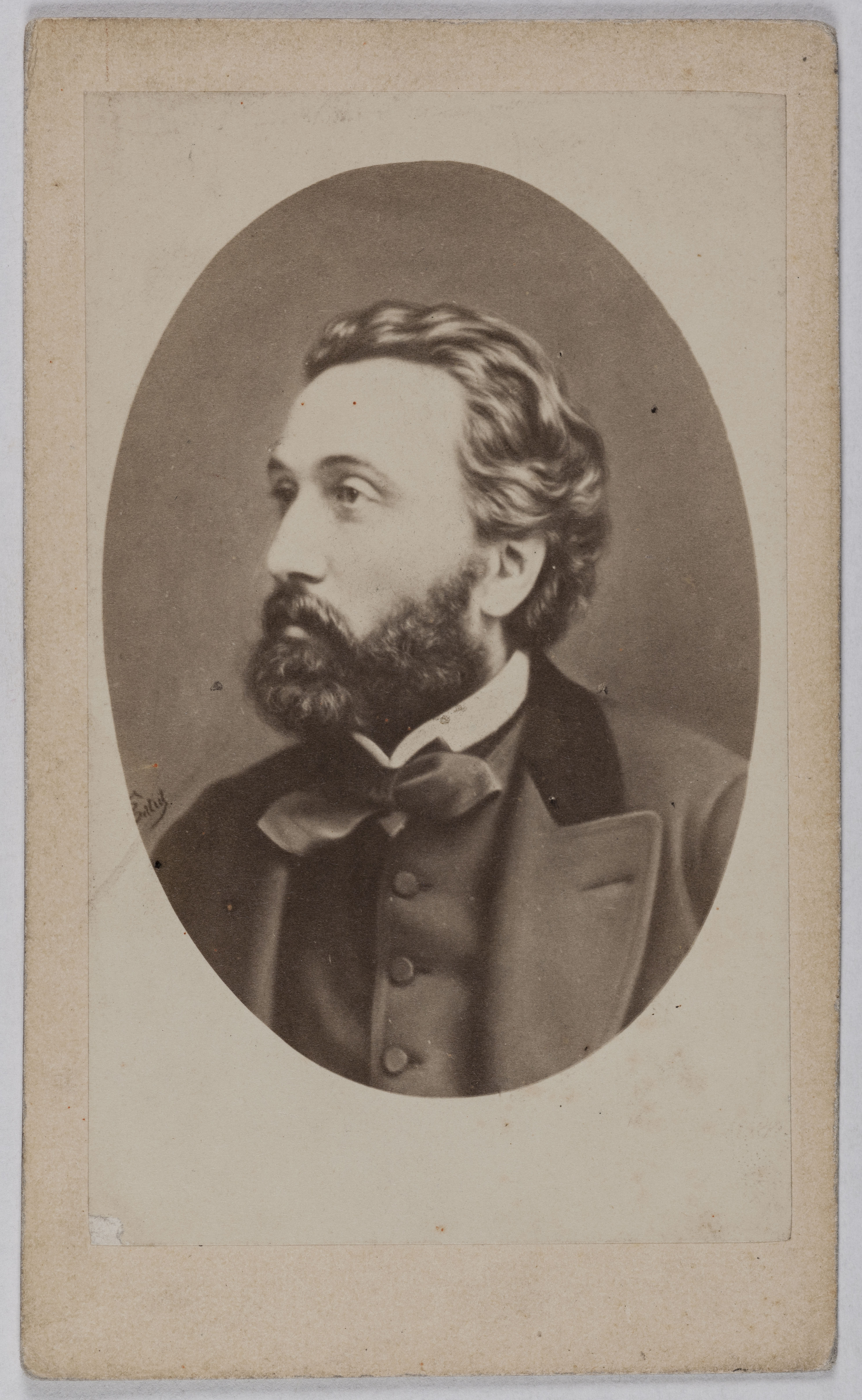
Deputatul republican Léon Gambetta

Deputații republicani, inclusiv Léon Gambetta, au încercat în zadar să convingă mulțimea să lase Adunarea să delibereze fără constrângeri, insinuând cu jumătate de gură că aceasta se pregătea să voteze pentru destituirea împăratului. În jurul orelor 15, când tensiunile se relaxaseră puțin și deputații așteptau revenirea comisiei Martel, a răsunat un zgomot enorm: ușa din fața tribunei prezidențiale a explodat, mulți manifestanți s-au năpustit înăuntru și au invadat băncile deputaților. Sub protecția lui Joseph Magnin⁠(d) și a unor gărzi naționale, președintele Schneider a fost evacuat. Léon Gambetta, care nu dorea ca situația să-i scape definitiv de sub control, a urcat pe podium și a declarat: „Cetățeni, având în vedere că reprezentării naționale i s-a acordat tot timpul necesar pentru a pronunța detronarea; având în vedere că suntem și că constituim puterea legiuită rezultată din votul universal liber, declarăm că Ludovic-Napoleon Bonaparte și dinastia sa au încetat pentru totdeauna să domnească asupra Franței.”
Această declarație, contrară poziției pe care o apărase cu câteva minute mai devreme, părea a fi singura modalitate de a canaliza mulțimea și de a stăvili insurecția. La rândul lui, Jules Favre⁠(d) i-a îndemnat pe manifestanți să nu provoace război civil. El și Gambetta au afirmat că Republica nu trebuie proclamată la Palatul Bourbon, ci la primărie⁠(d).

#### Fuga împărătesei

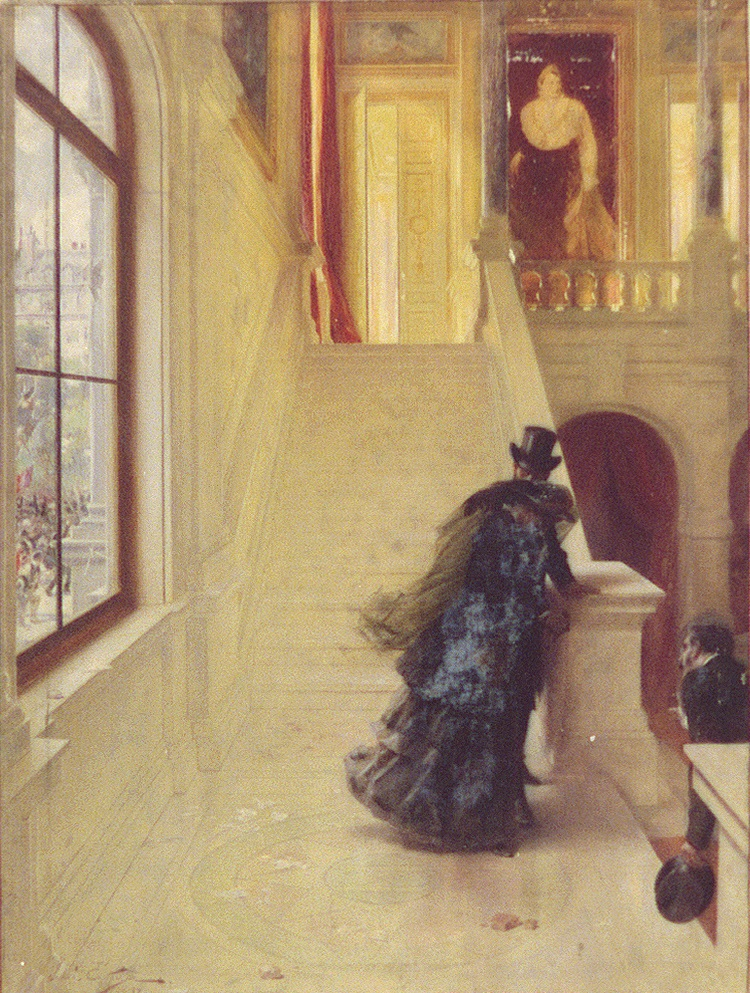
Împărăteasa Eugenie părăsind Palatul Tuileries, într-un tablou de.

În timpul evenimentelor de la Palatul Bourbon, împărăteasa regentă lua prânzul înconjurată de un grup de adepți fideli la Palatul Tuileries, unde nu a sosit nicio depeșă. Unul dintre invitați, Ferdinand de Lesseps, s-a dus direct la Corpul Legislativ pentru a se informa despre situație, în timp ce șambelanul Joseph de Lezay-Marnésia a fost însărcinat să-l aducă pe prefectul poliției Parisului, Joseph Marie Pietri⁠(d).
Ministrul de interne Henri Chevreau⁠(d) a sosit la Tuileries aducând o serie de vești proaste pentru împărăteasă. O depeșă pe care tocmai o primise îl anunța că s-a proclamat republica chiar în dimineața aceea la Lyon, unde drapelul roșu a fost arborat deasupra primăriei⁠(d). Mai mult, el relata începutul invaziei Palatului Bourbon, arătând în același timp împărătesei că mulți deputați bonapartiști s-au raliat la moțiunea lui Adolphe Thiers. Ajuns la rândul său la Tuileries, prefectul Pietri a observat că mulțimea începea să se înghesuie la porțile palatului și că, fără folosirea armelor, avea să fie imposibil să se împiedice invazia. Împărăteasa Eugenie, resemnată, a acceptat să fugă din palat.
Exfiltrarea ei a fost organizată în grabă. Întrucât o ieșire prin Tuileries sau pe malurile Senei, în mijlocul mulțimii, era imposibilă, Eugénie a fost condusă prin Marea Galerie a Luvrului⁠(d) de către Charles Étienne Conti⁠(d), șeful cabinetului împăratului, Costantino Nigra⁠(d), ambasadorul Italiei, și Richard Klemens von Metternich⁠(d), ambasadorul Austriei, apoi în Piața Saint-Germain-l'Auxerrois⁠(d) de către aceștia din urmă doi. Însoțită de cititoarea ei, Adélaïde Lebreton, ea s-a urcat într-o birjă și s-a refugiat în cele din urmă la un prieten apropiat al familiei imperiale, doctorul Thomas W.⁠(d) Evans⁠(d). El a fost cel care, în dimineața zilei de 5 septembrie, a organizat fuga împărătesei. Eugenie a călătorit sub identitatea falsă a unei femei bolnave pe care fratele ei, asistenta și doctorul ei o duc în Anglia pentru tratament. Micul grup a ajuns la Deauville pe 7 septembrie înainte de a se îmbarca a doua zi pe un iaht englezesc în portul Trouville.

#### Proclamarea Republicii la Primărie

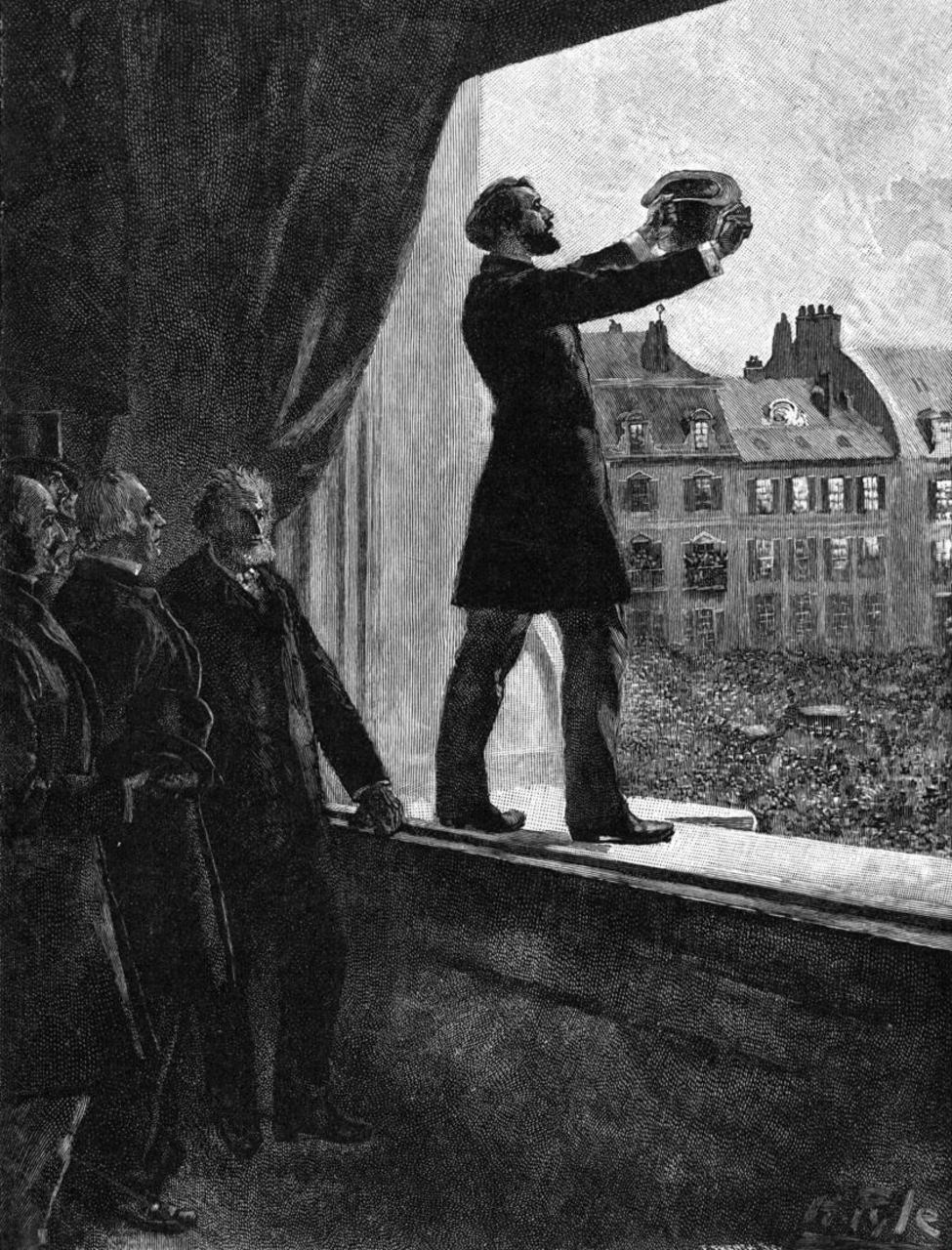
Léon Gambetta proclamând Republica la,

Protestatarii care se îndreptau de la Palais Bourbon spre primărie s-au împărțit în două procesiuni; una, condusă de Jules Ferry și Jules Favre, pe jos, pe malul drept, cealaltă în urma lui Léon Gambetta într-o trăsură deschisă pe cheiurile malului stâng. Toată lumea s-a întâlnit în fața primăriei la ora 15:55.

Mulțimea s-a înghesuit în clădire, entuziasmată, dar fără violență. Câțiva lideri revoluționari, în frunte cu Jean-Baptiste Millière⁠(d), au întocmit o listă de miniștri pe care au lăsat-o să circule și să fie aclamată de mulțime, dar pentru deputații republicani nu se punea problema de a permite instaurarea unui guvern dominat de extremiști. Urcat în picioare pe o bancă, Jules Favre a aclamat republica și a recăpătat controlul asupra situației. Deputații republicani, adunați într-o cameră mică cu ferestre care dădeau spre piață, au luat o serie de decizii urgente. Étienne Arago⁠(d), care se bucura de o mare popularitate, a fost numit primar al Parisului⁠(d). Deputatul Ernest Picard⁠(d) a redactat, sub supravegherea colegilor săi, o proclamație care a fost înmânată imediat lui Antoine-Léonce Guyot-Montpayroux⁠(d) pentru a fi tipărită și publicată cât mai repede posibil:
| Imagine indisponibilă |  | Imagine indisponibilă |
| Medalie comemorativă a proclamării Republicii la primăria Lyon în dimineața de 4 septembrie 1870. Diametru : 4,6 cm, greutate: 42,16 g. Musée Carnavalet⁠(d), Paris. |  |                       |

„Francezi!
Poporul a luat-o înaintea Camerei, care ezita. Pentru a salva Patria în primejdie, a cerut Republica.
Și-a pus reprezentanții nu la putere, ci în fața pericolului.
Republica a învins invazia în 1792, Republica a fost proclamată.
Revoluția s-a înfăptuit în numele dreptului, al salvării publice.
Cetățeni, vegheați asupra orașului care v-a fost încredințat; mâine veți fi, cu armata, răzbunătorii Patriei!
Primăria Paris, 4 septembrie 1870.
Semnat: Emmanuel Arago⁠(d), Crémieux, Dorian⁠(d), Jules Favre⁠(d), Jules Ferry⁠(d), Guyot-Montpayroux⁠(d), Léon Gambetta, Garnier-Pagès⁠(d), Magnin⁠(d), Ordinaire⁠(d), Tachard⁠(d), Pelletan⁠(d), E. Picard⁠(d), Jules Simon.”

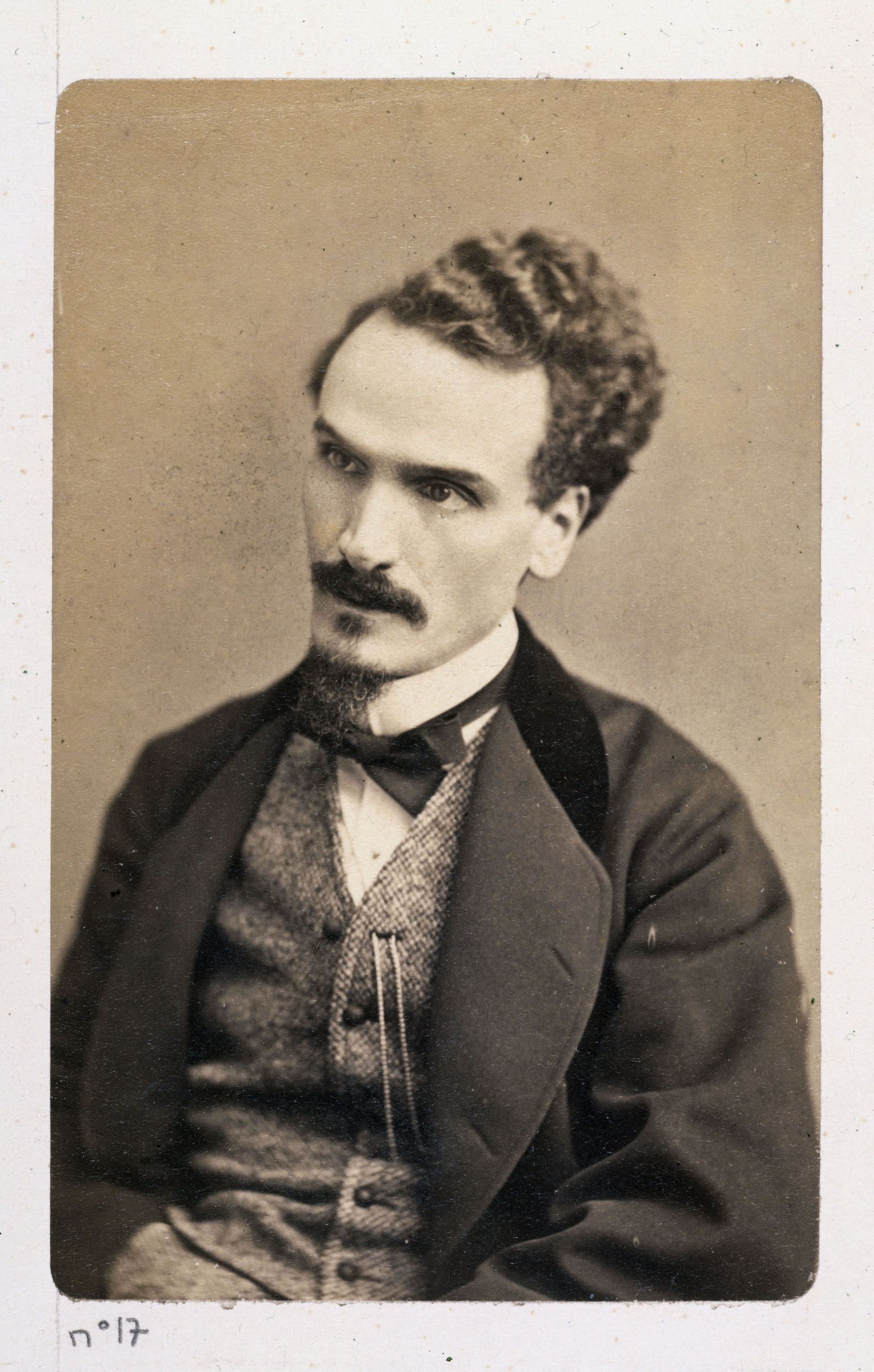

S-a decis atunci ca noul guvern să fie compus din toți deputații aleși în Paris, pentru a-i asigura legitimitatea. Această propunere avea un mare avantaj pentru liderii republicani: majoritatea (Jules Favre, Jules Ferry, Adolphe Crémieux, Louis-Antoine Garnier-Pagès, Emmanuel Arago) erau deputați de Paris aleși în 1869⁠(d), în timp ce Léon Gambetta, Ernest Picard și Jules Simon fuseseră aleși de parizieni înainte de a opta pentru o circumscripție electorală în provincie, în conformitate cu legea care autoriza candidaturi multiple. Prezența polemistului revoluționar Henri Rochefort⁠(d), ales și el deputat de Paris în anul precedent cu ocazia alegerilor parțiale care au urmat opțiunii lui Gambetta pentru Bouches-du-Rhône și care nu încetase să atace violent liderii republicani în articolele sale, nu a fost un obstacol în calea acestei propuneri, în măsura în care republicanii moderați vedeau în ea un mijloc de neutralizare a extremei stângi prin integrarea ei în guvern. Rochefort, care tocmai fusese eliberat de activiști din închisoarea Sainte-Pélagie⁠(d), unde fusese încarcerat timp de mai multe luni, a fost dus de susținătorii săi la primărie, unde a apărut purtând o eșarfă roșie. După o perioadă de ezitare, a acceptat în cele din urmă o poziție în guvern.
Deputații Alexandre Glais-Bizoin⁠(d) și Daniel Wilson⁠(d) au fost trimiși la Luvru pentru a-l convinge pe generalul Trochu să preia Ministerul de Război, post unde, potrivit liderilor republicani, era necesar să fie plasat un soldat care să fie atât popular, cât și respectat de armată. Acesta din urmă a acceptat cu condiția de a prelua șefia guvernului, având în vedere situația militară dramatică în care se afla Franța invadată.
Deciziile se succed una după alta: Émile de Kératry⁠(d) a fost numit prefect al poliției Parisului, iar François-Frédéric Steenackers⁠(d) director al Telegrafului. Proclamarea Republicii, dusă de Antoine-Léonce Guyot-Montpayroux la Imprimeria Națională⁠(d), de unde toți muncitorii lipseau pentru că participau la demonstrație, a fost în cele din urmă tipărită în birourile ziarului La Liberté. Ea a fost telegrafiată în toate regiunile franceze.

#### Dispariția Corpului Legislativ și a Senatului
În timp ce Republica era proclamată la primărie, deputații care rămăseseră la Palatul Bourbon au decis să țină o ședință. Întrucât plenul era încă ocupat de insurgenți, puțin mai mult de 200 de deputați s-au adunat în marea sală de mese de la Hôtel de Lassay, reședința președintelui Schneider. Acesta din urmă, învinețit de agresiunea suferită în timpul evacuării sale din palat, a anunțat că rămâne imobilizat la pat. Prin urmare, sesiunea a fost prezidată de unul dintre vicepreședinții Adunării, deputatul de Vendée Alfred Le Roux⁠(d). Republicanul Louis-Antoine Garnier-Pagès⁠(d) i-a îndemnat pe deputați să se alăture guvernului provizoriu care urma să fie format chiar în acel moment la primărie, ceea ce a dus la proteste puternice. În același timp, Adunarea a aflat de fuga împărătesei Eugenie. După citirea raportului Comisiei Martel, moțiunea lui Adolphe Thiers, care prevedea alegerea unei comisii naționale de apărare formată din cinci membri înainte de întrunirea unei adunări constitutive, a fost adoptată aproape în unanimitate. Deputatul bonapartist Ernest Dréolle⁠(d) a sugerat atunci trimiterea unei delegații la primărie pentru a afla opinia republicanilor.
Delegația, condusă de Jules Grévy și Louis-Antoine Garnier-Pagès, a fost primită de Jules Favre, în timp ce mai mulți membri ai noului guvern se alăturaseră deja ministerelor pentru a se asigura că le pot prelua odată ce toate portofoliile vor fi distribuite. Adolphe Crémieux s-a dus și la Ministerul Justiției pentru a redacta actul de dizolvare a Corpului Legislativ, pe care Favre avusese grijă să nu-l anunțe membrilor delegației. De fapt, încercarea de conciliere era fără speranță. El le-a spus că o delegație guvernamentală se va duce la rândul ei la Palais Bourbon în jurul orei 20 să-și facă cunoscut răspunsul. Garnier-Pagès, ales parizian, a aflat cu această ocazie că și el fusese numit ministru și s-a separat de ceilalți deputați.
Între timp, mai mulți deputați s-au dispersat pe străzile Parisului. Bucuria mulțimii creștea pe măsură ce se răspândea vestea proclamării Republicii, și unii au înțeles că este prea târziu pentru a exercita vreo influență asupra cursului evenimentelor.
La ora stabilită, Jules Favre și Jules Simon s-au întâlnit cu Adolphe Thiers la Hôtel de Lassay. Acesta din urmă, în calitate de deputat de Paris, putea revendica și un loc în guvern, dar a refuzat. El a fost numit să prezideze ședința, în timpul căreia Favre, după ce a salutat demersul Adunării, a declarat că formarea guvernului era un fapt împlinit, în datoria de a proteja țara. Apoi a solicitat ratificarea acestui nou guvern, specificând în același timp că un refuz nu schimbă nimic. Thiers a acceptat și a considerat că este de datoria tuturor deputaților „să dea urări fierbinți” pentru succesul noului guvern. În ciuda plângerilor unor deputați, Thiers a încheiat dezbaterile declarând: „Protestez împotriva violenței pe care am suferit-o astăzi. Dar în prezența inamicului care va fi curând la porțile Parisului, cred că nu avem decât un singur lucru de făcut: să ne retragem cu demnitate.” Ședința s-a încheiat la ora 22, menționând dispariția Corpului Legislativ.
La rândul său, Senatul⁠(d) „a încetat să mai existe în indiferența generală pe la jumătatea după-amiezei”, după cum se exprima Pierre Cornut-Gentille⁠(d). Președintele lui, Eugène Rouher⁠(d), îi convocase pe senatori pentru ca aceștia să fie informați de evenimentele care urmau să aibă loc. După ce au aflat despre invazia Palatului Bourbon, senatorii s-au temut să nu fie atacați la rândul lor, dar președintele Rouher le-a cerut să consate realitatea: „nu ne amenință nicio forță”. Pentru Pierre Cornut-Gentille, „era în aceasta ceva chiar umilitor, aproape rușinos. Era ca și cum Senatul nici nu ar fi existat. Toată lumea era conștientă de inutilitatea acestei dezbateri fără nicio miză.” La propunerea senatorului Pierre Jules Baroche⁠(d), ședința s-a încheiat la ora 15:30.

### Noaptea de4spre5 septembrie: formarea noului guvern

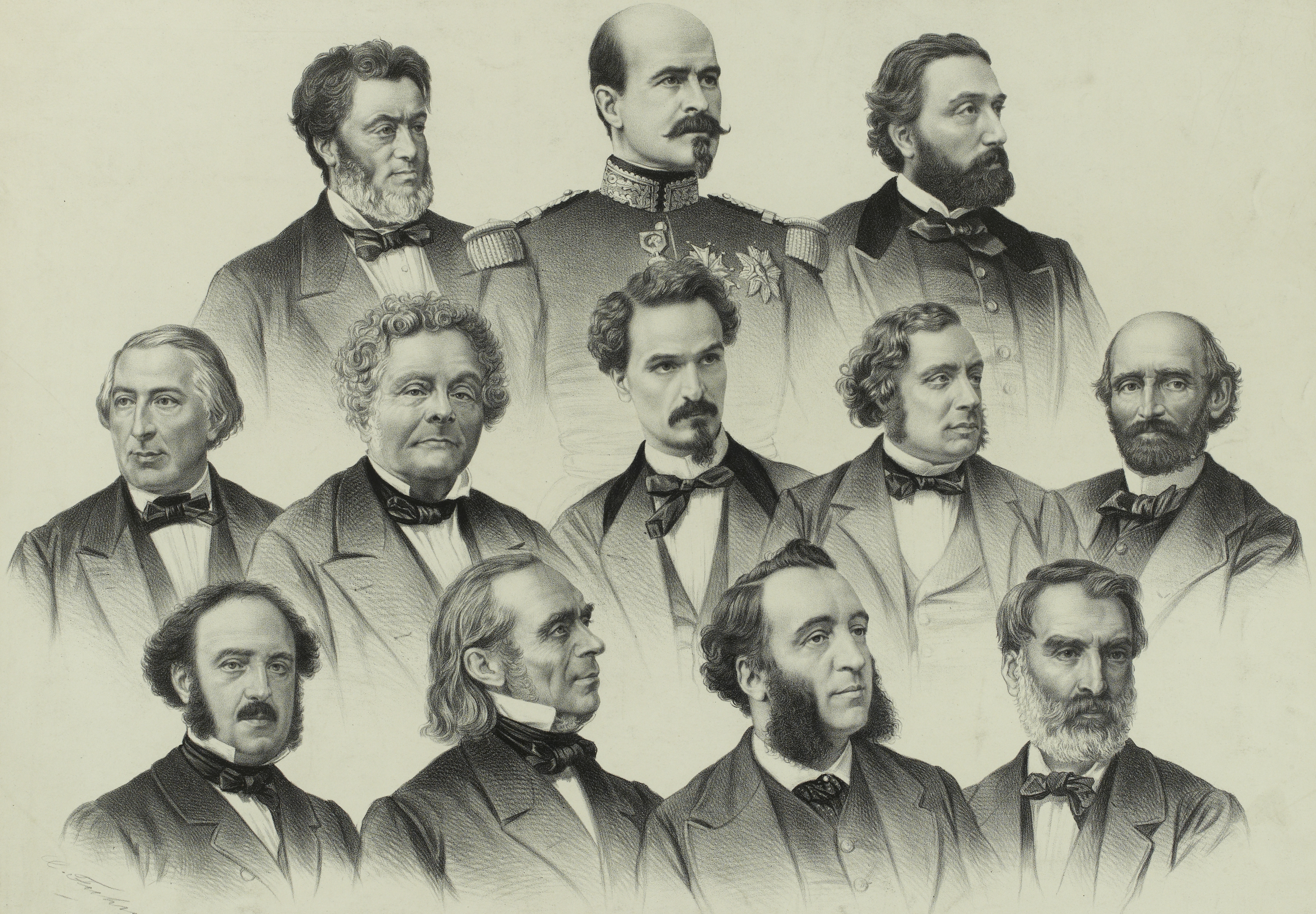
Membrii, de sus în jos și de la stânga la dreapta:, Trochu, Gambetta,, Crémieux,,,, Simon,, și

Membrii noului guvern s-au întrunit pentru prima dată în ședință la 22:30, sub președinția generalului Trochu, în fostul birou al prefectului Senei de la primărie, cu misiunea de a împărți ministerele. Ernest Picard a revendicat Ministerul de Interne, post în care se autoproclamase Léon Gambetta în acea seară, semnând deja mai multe decrete. Picard a profitat de această dispută pentru a solicita un vot secret, care l-a confirmat pe Gambetta. Prin urmare, el a luat în considerare retragerea din guvern, dar sub presiunea altor miniștri, a acceptat în cele din urmă ministerul finanțelor.
Celelalte nominalizări nu au fost contestate. Jules Favre⁠(d) a fost numit la Externe cu titlul de vicepreședinte al Guvernului, Adolphe Crémieux la Justiție, iar Jules Simon la Instrucțiune Publică. Jules Ferry⁠(d) a fost numit secretar al guvernului, dar fără responsabilități ministeriale, deoarece i se încredințaseră sarcinile atribuite anterior prefectului Senei. Generalul Trochu, care deja combina funcția de prim-ministru cu cea de guvernator militar al Parisului, a ales să-l numească la Ministerul de Război pe generalul Le Flô⁠(d) care, deși nu era republican, se opusese loviturii de stat din 2 decembrie 1851⁠(d), cea ce îi adusese încarcerarea și proscrierea. Neavând competențe pentru a deține celelalte ministere, Emmanuel Arago, Louis-Antoine Garnier-Pagès, Alexandre Glais-Bizoin, Eugène Pelletan și Henri Rochefort au fost numiți miniștri fără portofoliu, dar care puteau participa la deliberări, ceea ce a deschis componența noului guvern unor persoane care nu erau deputați de Paris. Astfel, viceamiralul Martin Fourichon⁠(d) a fost numit la Marină și Colonii, Joseph Magnin⁠(d) la Comerț și Agricultură, iar Pierre-Frédéric Dorian⁠(d) la Lucrări Publice, responsabil și cu industrie și armament.

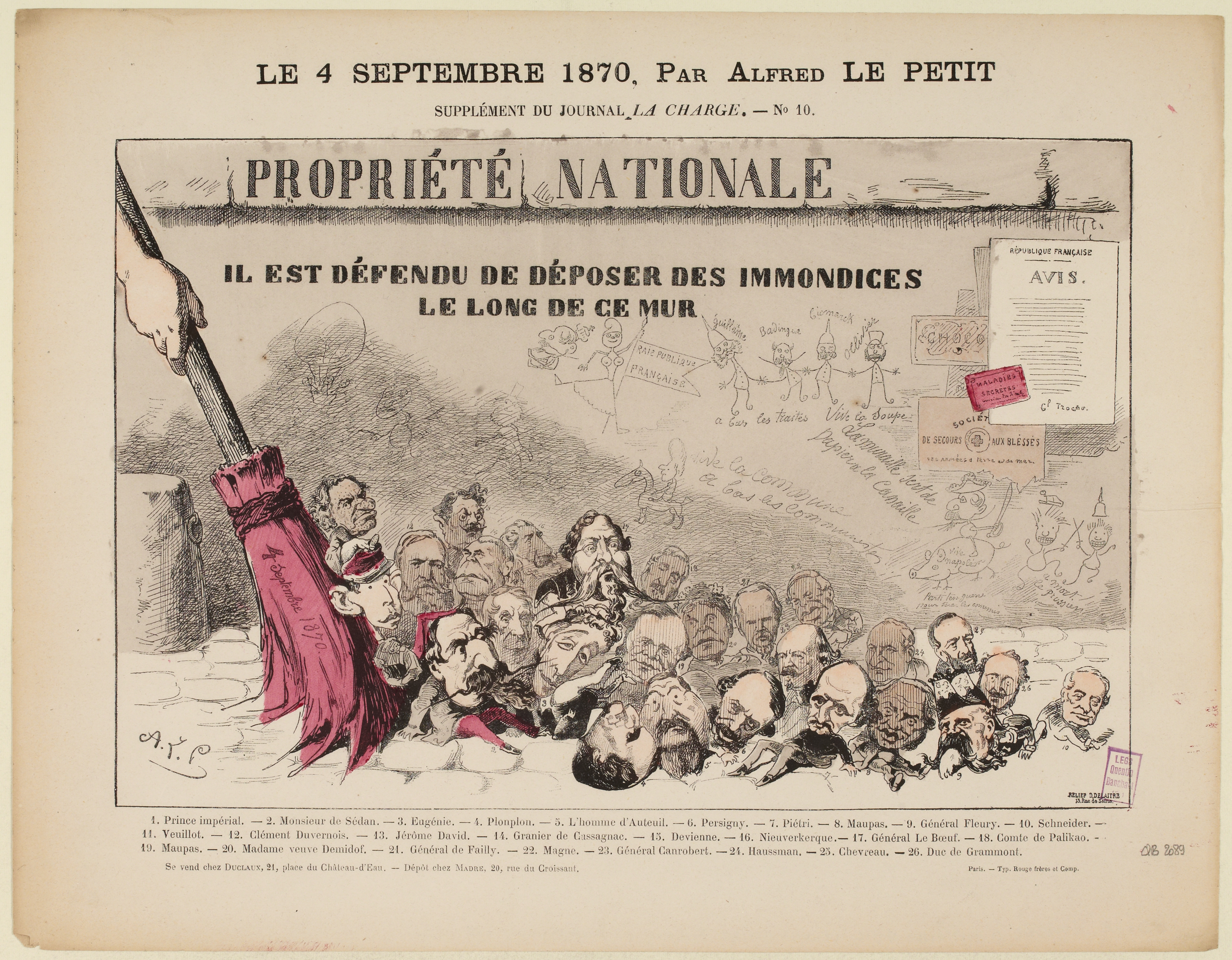
Caricatură a evenimentului realizată de în săptămânalul '

Prin urmare, în acest guvern care purta titlul de Apărare Națională⁠(d), erau reprezentate toate nuanțele politice de centru și de stânga, cu excepția bonapartiștilor liberali. Guvernul reunea oameni de la extrema stângă (Rochefort) la orleanism⁠(d) (Trochu și Le Flô), trecând prin republicani moderați (Picard, Simon) și republicani intransigenți (Gambetta, Ferry, Crémieux), Jules Favre conciliind aceste ultime două tendințe.
Restul ședinței a fost dedicat adoptării proclamațiilor destinate a fi publicate, distribuite și afișate a doua zi, atât cetățenilor din Paris, cât și Gărzii Naționale și conducerii armatei. Decretul de dizolvare a Corpului Legislativ, elaborat de Adolphe Crémieux, a fost adoptat, precum și un decret care prevedea amnistia pentru cei condamnați pentru crime și infracțiuni politice și un altul care garanta libertatea comerțului cu arme. Au fost făcute mai multe numiri, inclusiv cele ale lui Clément Laurier⁠(d) în funcția de director general de personal și al cabinetului Ministerului de Interne, și a lui André Lavertujon în funcția de director al Monitorului Oficial. Înainte ca Guvernul să se despartă la ora 2 dimineața, noul prefect de poliție Émile de Kératry a raportat miniștrilor că nu există nicio tulburare în Capitală.

### 4 septembrieîn provincie
| Imagine indisponibilă |  | Imagine indisponibilă |
| Medalie comemorativă a proclamării Republicii la primăria Lyon în dimineața de 4 septembrie 1870. Diametru : 4,6 cm, greutate: 42,16 g. Musée Carnavalet⁠(d), Paris. |  |                       |

În mod excepțional în istoria revoluțiilor din Franța, anumite orașe din centrul și sudul Franței au precedat Parisul în desfășurarea evenimentelor. La Lyon, un oraș muncitoresc, mulțimea a invadat prefectura Ronului încă de la ora 7 dimineața pe 4 septembrie, și două ore mai târziu, un comitet de siguranță publică format din aproape 80 de membri a proclamat Republica înainte de înălța drapelul roșu deasupra primăriei. Deținuții politici închiși la Saint-Paul⁠(d) au fost eliberați, în timp ce magistrații, funcționarii poliției și prefectul imperial au fost închiși. A fost decretată recrutarea în masă, iar deținuții de drept comun au fost eliberați pe rând în schimbul unei angajări militare împotriva Prusiei.
S-a înființat un comitet de siguranță publică și la prefectura din Marsilia în după-amiaza zilei de 4 septembrie, în timp ce la Bordeaux, un oraș republican, populația a demonstrat pașnic, iar prefectul s-a retras de bunăvoie. La Toulouse, republicanii au înființat o comisie municipală.
La sfârșitul lunii septembrie, au fost raportate tulburări în Antile⁠(d) în urma anunțării proclamării Republicii.

## Urmările zilei de4 septembrieși dificila instaurare a Republicii

### Asediul Parisului și delegația guvernamentală la Tours (1870-1871)

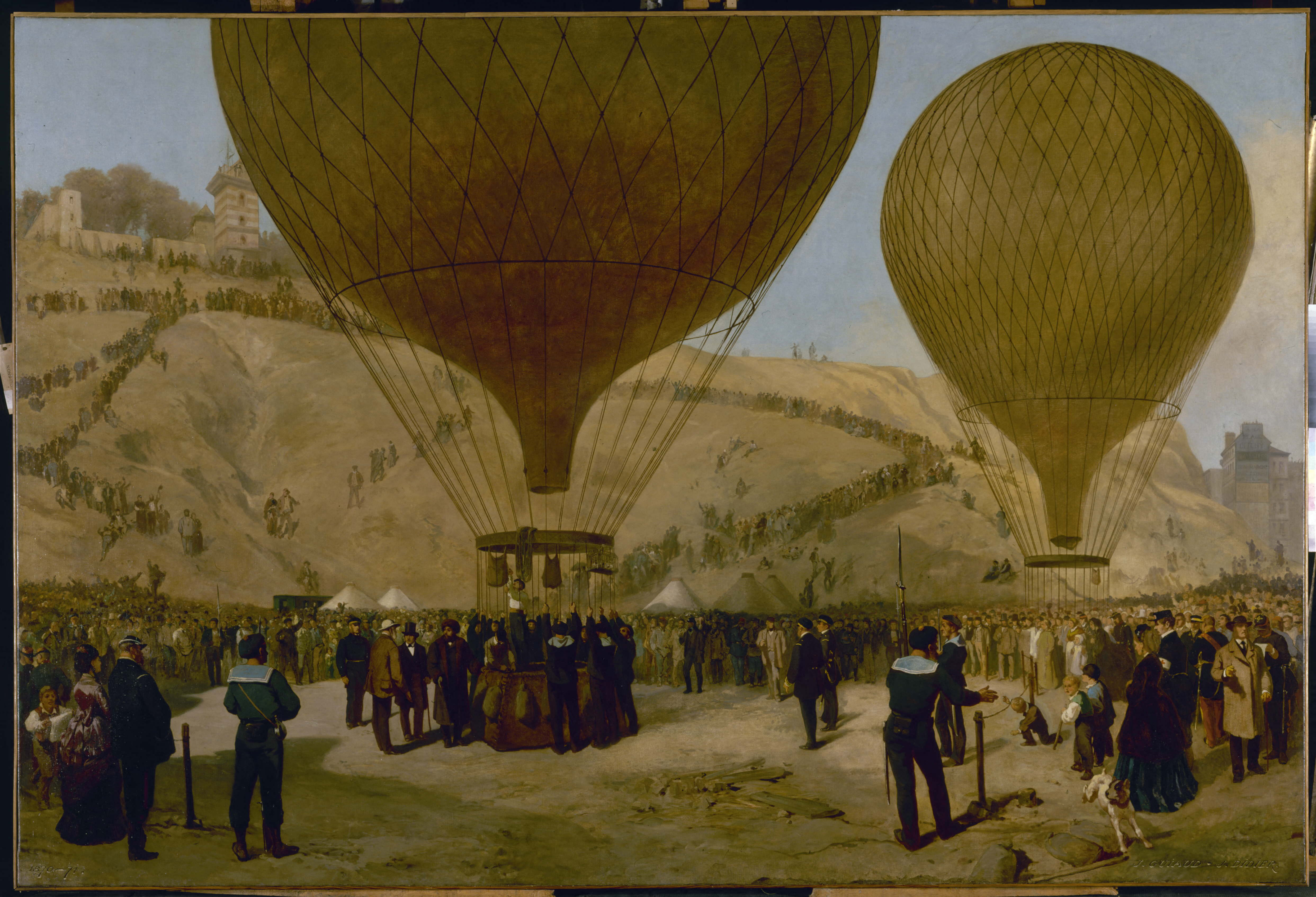
Léon Gambetta părăsind capitala cu balonul în timpul (pictură de Jacques Guiaud și, 1871,)

Încă din primele zile de funcționare, Guvernul de Apărare Națională⁠(d) s-a dedicat în principal mobilizării tuturor bărbaților de vârstă combativă, în măsura în care trupele franceze, decimate de înfrângerea de la Sedan și încercuirea de la Metz⁠(d) a Armatei Rinului⁠(d), trebuia să limiteze înaintarea rapidă a trupelor prusace care amenințau Parisul de la mijlocul lui septembrie. Noul guvern se afla într-o situație inextricabilă. În fruntea unei țări aflate în război, parțial invadată și lipsită de majoritatea forțelor sale armate, aclamat de parizieni, dar respins de o mare parte a provinciilor, el nu putea revendica legitimitatea votului universal și se află în această privință în contradicție cu principiile pe care le proclama.
Guvernul plănuia atunci să aleagă o Adunare Constituantă pe 2 sau pe 16 octombrie, dar a trebuit să renunțe la aceasta: ocuparea multor departamente de către armata prusacă, precum și mobilizarea multor francezi făcea imposibilă desfășurarea votului. În plus, legăturile feroviare dintre Paris și provincie au fost întrerupte pe 18 septembrie. Pentru a exclude riscul unui guvern asediat în Capitală, o delegație de miniștri a fost trimisă la Tours, căreia i s-a alăturat în curând Léon Gambetta, care a reușit să părăsească capitala cu balonul pe 7 octombrie și a ajuns la Tours două zile mai târziu. Gambetta, care combina pe atunci funcțiile de ministru de interne și ministru de război, a depus o mare energie pentru a mobiliza, antrena și echipa noi trupe, fiind nevoit în același timp să reprime tendințele federaliste ale anumitor orașe republicane din sudul Franței, precum Lyon.

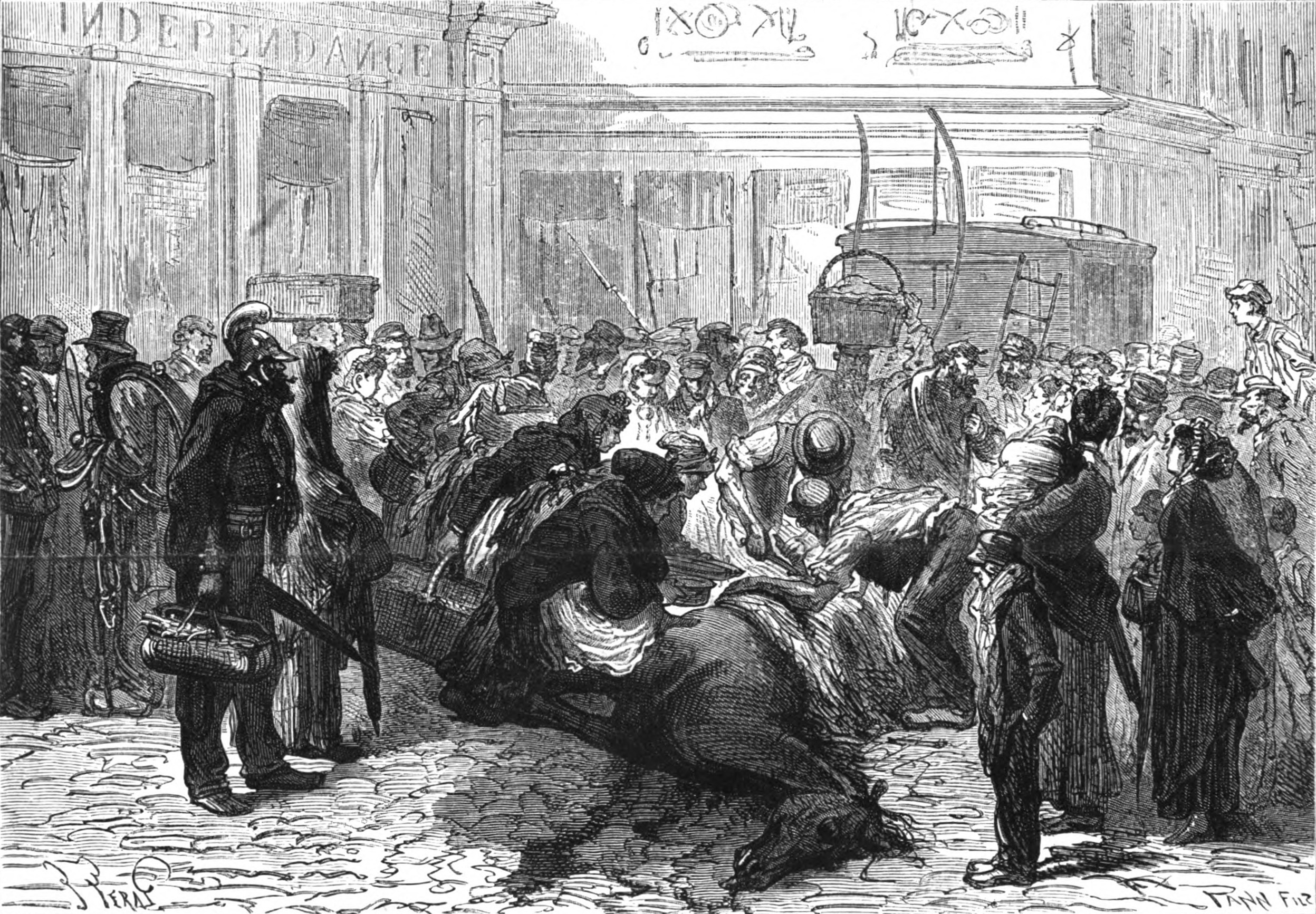
Parizienii au suferit de foame în timpul, după cum o demonstrează această gravură care înfățișează un cal măcelărit pe stradă.

În același timp, situația militară a Franței se deteriora, iar țara este izolată: turneul european întreprins de Adolphe Thiers la Londra, Viena, Florența și Sankt Petersburg pentru a găsi sprijin militar acolo a rămas fără succes. Populația Parisului, care a trebuit să se confrunte cu șomajul, creșterea prețurilor la alimentele de bază, apoi cu frigul și foametea în toiul iernii, a opus o rezistență dârză, dar a ajuns să fie epuizată, mai ales că armata prusacă a bombardat capitala începând cu 5 ianuarie 1871. Jules Favre a început discuțiile privind un armistițiu, al cărui acord a fost semnat pe 26 ianuarie, dezvăluind tensiuni în sânul guvernului, deoarece Gambetta se opunea acestuia și a demisionat pe 6 februarie.

### Înfrângerea republicanilor în alegerile legislative și Comuna din Paris (1871)
Alegerile legislative⁠(d) au avut loc pe 8 februarie, noua adunare urmând să se întrunească la Bordeaux patru zile mai târziu pentru a numi executivul responsabil de negocierea tratatului de pace. Adunarea aleasă⁠(d) era predominant monarhistă, legitimiștii⁠(d) și orleaniștii⁠(d) deținând aproape 400 de locuri, comparativ cu cele doar 200 ale republicanilor și circa douăzeci ale bonapartiștilor⁠(d). Republica era însă înrădăcinată: Adolphe Thiers a fost numit șef al executivului Republicii Franceze, iar Jules Grévy, deputat republican care refuzase să se asocieze cu proclamarea Republicii la 4 septembrie, a preluat președinția Adunării.
Anunțarea armistițiului și succesul monarhiștilor în alegeri au dus la proclamarea mai multor comune insurecționale⁠(d) în toată Franța. La Paris, situația a degenerat rapid într-un război civil între susținătorii guvernului de la Versailles⁠(d) și comunarzii care refuzau să recunoască autoritatea acestuia. În același timp, protagoniștii evenimentelor din 4 septembrie au fost puși sub anchetă de Adunarea nou aleasă, în cadrul unei Anchete parlamentare privind acțiunile Guvernului de Apărare Națională. Pentru majoritatea monarhistă, care urmărea delegitimizarea Republicii, se punea problema să verifice dacă membrii acestui guvern au participat sau nu la un complot împotriva Corpului Legislativ⁠(d) și dacă nu cumva se fac astfel complici ai viitorilor comunarzi.

### Ruptura între Paris și provincie
Republica nu a fost unanim acceptată pe întreg teritoriul francez. Uneori ea era respinsă chiar de insurgenții care doreau să realizeze o adevărată revoluție socială și erau tentați să concureze cu guvernul parizian. În special la Lyon, republicanii moderați erau în minoritate, iar Léon Gambetta a decis să-l numească în funcția de prefect pe prietenul său, Paul Challemel-Lacour, profesor asociat de filozofie, a cărui autoritate morală o considera suficientă pentru a asigura ordinea. Acesta din urmă a trebuit însă să se confrunte cu ostilitatea majorității noilor autorități locale, care i-au contestat legitimitatea. La Marsilia, prefectul Alphonse Esquiros, numit tot de Gambetta, a sfârșit prin a se alătura Ligii Sudului, care urmărea continuarea războiului, despărțindu-se în același timp de Guvernul de Apărare Națională. Esquiros a fost demis la sfârșitul lunii 1870 și înlocuit de Alphonse Gent. În alte departamente republicane, s-au ivit conflicte între autoritățile locale și guvern, așa că Gambetta s-a străduit să „privilegiez[e] coeziunea administrativă mai presus de ideologie atâta timp cât era una republicană”. Uneori s-a întâmplat ca, din cauza lipsei unor cadre republicane competente și de încredere, ministrul de interne să opteze pentru menținerea prefecților și subprefecților imperiali sau să fie numiți orleaniști.
Alte teritorii erau ostile Republicii, cum ar fi departamentele din vestul și nord-vestul Franței, unde republicanii, minoritari, erau primiți cu neîncredere și îngrijorare. Demonstrații antirepublicane au avut loc în special în nordul Franței, în Boulogne-sur-Mer, Roubaix și Armentières, dar și în Normandia, în Charentes⁠(d), în Puy-de-Dôme și în Limousin. O formă de rezistență a apărut și în Corsica. La Mâcon, soldații au atacat cu baionete pentru a dispersa mulțimea care încerca să cucerească prefectura, acțiune soldată cu un mort și mai mulți răniți, în timp ce la Cahors, prefectul imperial, susținut de o parte a populației, a rezistat timp de două zile împotriva republicanilor locali însărcinați să-l demită. Totuși, scenele de violență erau rare, ceea ce se poate explica prin imperativul apărării țării împotriva invadatorului prusac. În zonele rurale cele mai conservatoare, atașate catolicismului, respingerea noului regim s-a manifestat uneori prin refuzul de a abandona munca pământului pentru a se angaja în lupte sau prin refuzul taxei pentru armament.
Drept urmare, prin obținerea de către monarhiști și conservatori a majorității parlamentare, alegerile legislative din 1871⁠(d) au confirmat victoria provinciei asupra Parisului, unde au fost aleși republicani de stânga.

### Eșecul Restaurației monarhice și consolidarea Republicii

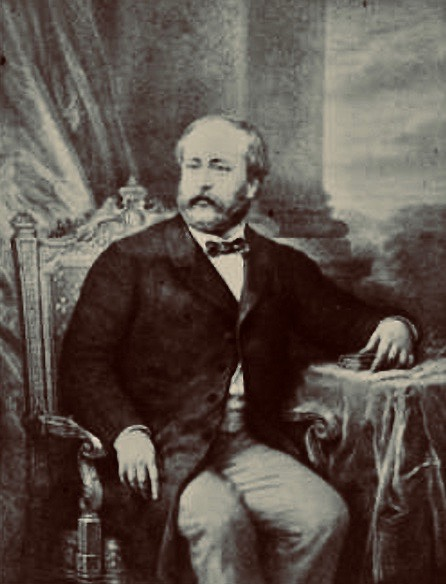
Contele de Chambord, pretendent legitimist la tronul Franței.

Paradoxul care a decurs din prezența unei majorități monarhiste puternice în Adunare nu a dus însă și la o schimbare de regim. Disensiunile dintre legitimiști și orleaniști, accentuate de manifestul publicat pe 5 iulie 1871 în L'Union⁠(d) de către unul dintre pretendenții la tron, contele de Chambord, a pus în pericol proiectul celei de-a Treia Restaurații⁠(d). Însuși Adolphe Thiers părea să se alinieze republicanismului conservator și putea conta pe sprijinul republicanilor moderați și al unor orleaniști care au format un fel de coaliție de centru-stânga în Adunare, printre care se numărau mulți care credeau, precum deputatul Léon Say, că „restaurația monarhiei […] nu ar fi pentru Franța decât o cauză pentru noi revoluții”. Puterea lui Thiers a fost consolidată la 31 august 1871 prin votarea legii Rivet⁠(d) care i-a recunoscut oficial titulatura de președinte al Republicii și care i-a prelungit mandatul până la instaurarea instituțiilor definitive ale țării.

## Perspective contemporane

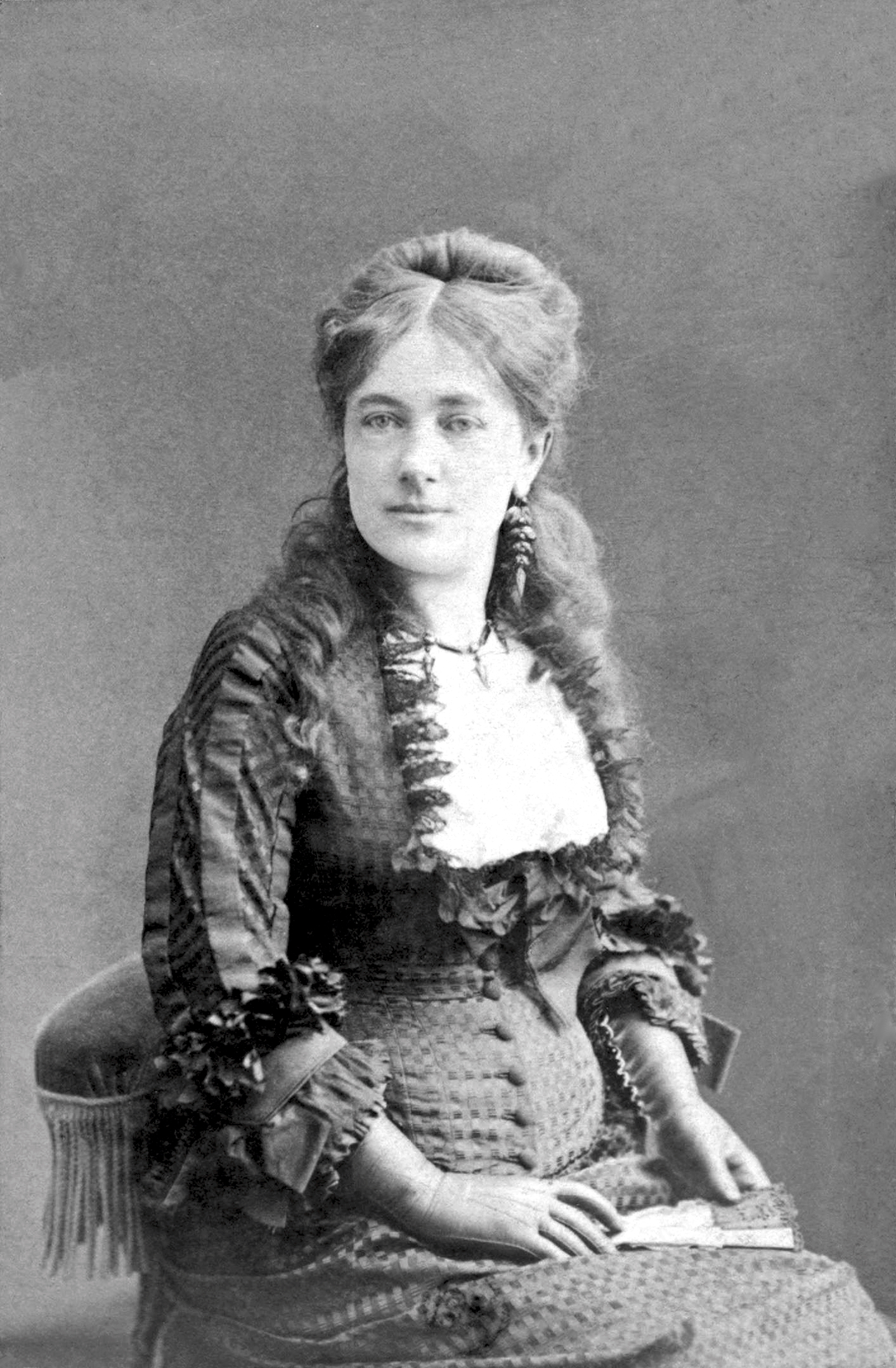
Martoră la eveniment, scriitoarea și-a relatat amintirile.

După cum subliniază Éléonore Reverzy, profesoară de literatura secolului al XIX-lea, din mărturiile contemporanilor lui 4 septembrie 1870 reiese în principal imaginea unei zile de jubilație în măsura în care a fost vorba despre o „revoluție plină de bucurie, fără baricade și fără vărsare de sânge”. A doua zi după anunțul umilitoarei înfrângeri a împăratului la Sedan, poporul, în marea sa majoritate, a salutat căderea unui Imperiu ale cărui însemne au fost smulse și distruse de pe clădirile publice.

Toate acuzațiile poporului s-au îndreptat de la primele demonstrații spontane către împărat, așa cum relatează scriitoarea Juliette Adam⁠(d):
„Deasupra capetelor tuturor se înalță spectrul lui Doi-Decembrie⁠(d). Îi revedeam pe morții însângerați ai acelei zile nefaste suprapuși peste masacrul de la Sedan. Ura, violența debordau din toate inimile; amenințările, insultele, acuzațiile s-au îngrămădit peste Bonaparte. Trădătorul ! lașul ! aceste două cuvinte repetate din mii de glasuri au format un fel de acompaniament surd, prost ritmat, iritant, tunător, al cuvintelor ascuțite și vibrante care izvorau din toate părțile.”—Juliette Adam⁠(d), Mes illusions et nos souffrances, 3 septembrie 1870, 
Un tânăr intendent al unui batalion al Gărzii Naționale, Émile Maury, a fost și el martor la actele iconoclaste săvârșite împotriva simbolurilor imperiale:
„În dimineața de 4 septembrie aflasem că împăratul era prizonier. Am mers cu tatăl meu să văd acest grandios spectacol, cel al unui popor care aclamă Republica în fața palatului Corpului Legislativ⁠(d). Deși nu prea demonstrativ prin natura mea, am contribuit cu uralele mele și cu strângeri de mână la funcționarii municipali care erau acolo, uimiți cu totul de această mare mișcare. Toate însemnele ce aminteau de Imperiu, vulturii, blazoanele, au fost smulse și aruncate în apă.”—Émile Maury, Mes souvenirs sur les événements des années 1870-1871, 

Fervoarea care emana din această zi revoluționară i-a făcut pe oameni să uite nenorocirile războiului și amenințarea reprezentată de invazia prusacă, așa cum a descris-o fără menajamente jurnalistul și criticul de teatru Francisque Sarcey⁠(d) în Asediul Parisului din 1871: „s-a dat pauză grijilor și temerilor. Lucrurile serioase au fost amânate pe mâine”.El însuși martor ale evenimentelor, scriitorul Jules Barbey d'Aurevilly a relatat în detaliu a doua zi cele întâmplate. El a subliniat sentimentul de bucurie împărtășit de toți manifestanții, constatând în același timp reținerea de care au dat dovadă anumiți aleși republicani:
„Nu am plecat de pe stradă decât la ora unu și jumătate dimineața. Ce spectacol! Ce ușurătate a minților franceze! Ar fi trebuit să plângem de furie gândindu-ne la bieții noștri soldați cărora li s-a tăiat gâtul și ale căror cadavre curgeau pe râuri în acel moment. Ei bine, nu plângeam, nu eram supărați, deliram de bucurie! Se striga numai «trăiască Republica»! Nici măcar nu mai spuneam «trăiască Franța»! Am văzut republicani (pe care îi cunosc și cu mai mult bun simț decât alții) afectați și aproape rușinați de această bucurie indecentă, în mijlocul necazurilor publice făcute uitate doar de faptul căderii Imperiului și de proclamarea Republicii, și doar privind aceasta, putea să-ți vină ideea că suntem pierduți.”—Jules Barbey d'Aurevilly, Lettre à Madame de Bouglon, 5 septembrie 1870.

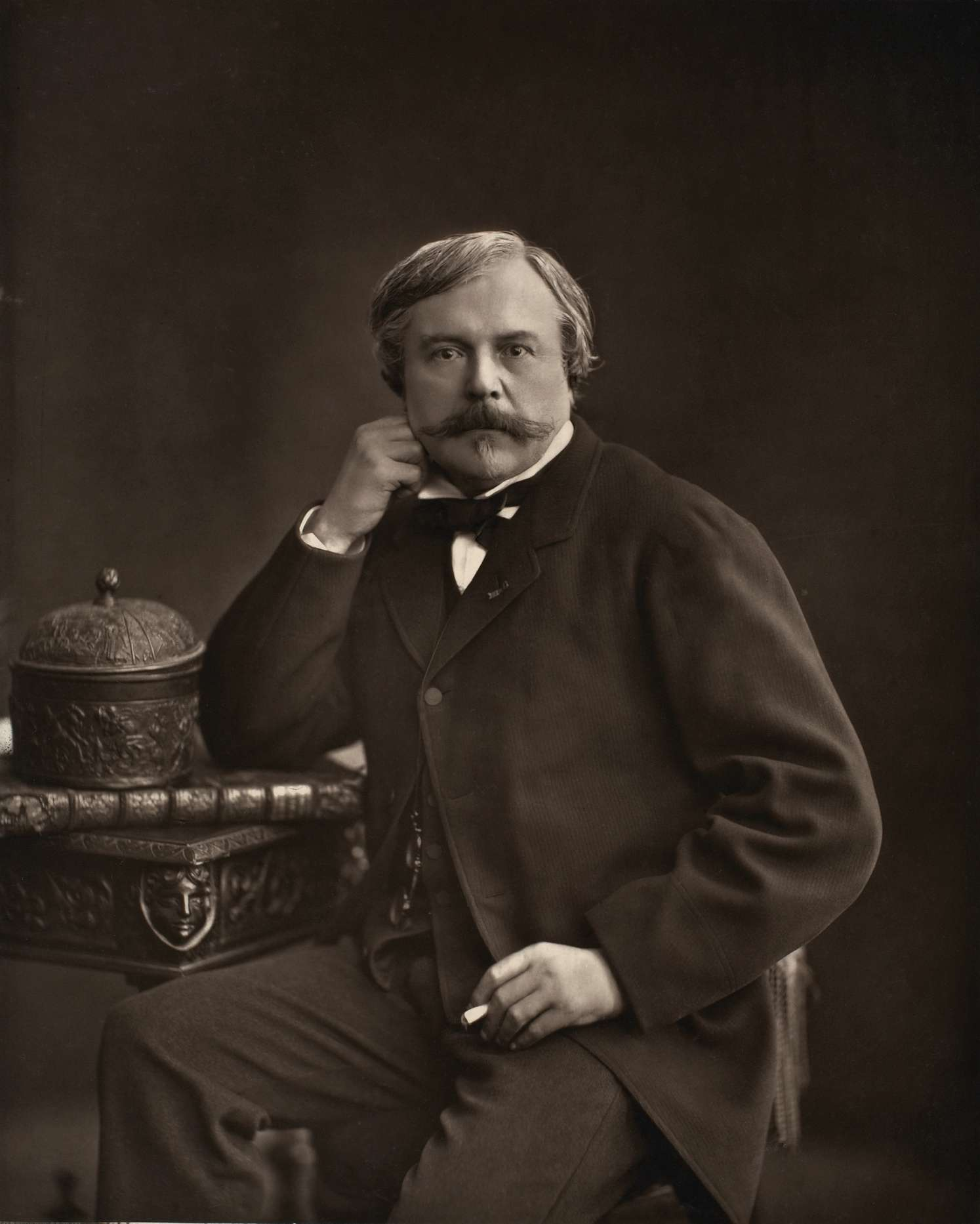
Scriitorul Edmond de Goncourt a adus o privire critică asupra evenimentelor revoluționare.

Un alt scriitor, Edmond de Goncourt, a făcut aceeași observație despre dispariția amenințării prusace, iar mărturia pe care a scris-o în aceeași zi în jurnalul său arată că nu împărtășea entuziasmul mulțimii:
„Trotuarele, strada, totul era acoperit, totul era plin de bărbați și femei care păreau că se revărsaseră din casele lor pe străzi într-o zi de sărbătoare a marelui oraș; un milion de ființe care au uitat că prusacii sunt la trei sau patru pași de Paris și, în ziua caldă și veselă, au plecat în aventură, mânați de febrila curiozitate a marii drame istorice care se juca.”—Edmond de Goncourt, Le Journal des Goncourt, 4 septembrie 1870.
Fervoarea populară a continuat pe 5 septembrie odată cu întoarcerea din exil a lui Victor Hugo, unul dintre principalii adversari ai regimului imperial care, la Gara de Nord, era „primit ca un Mesia de o mulțime în delir”, după cum se exprima istoricul Alain Gouttman. Inginerul Maxime Vuillaume⁠(d), prezent în mulțime, are o amintire emoționantă despre aceasta, pe care o relata câțiva ani mai târziu în lucrarea sa memorială „Mes cahiers rouges”⁠(d).

## Istoriografia și memoria

### Istoriografia
Din anii 1880 și până la Primul Război Mondial, istoriografia republicană a menținut o poziție critică față de evenimentele din 4 septembrie. Întrucât mulți contemporani erau încă în viață, poveștile s-au încadrat într-o „istorie prezentă, sau ale cărei urmări încă afectează prezentul”. Tratarea evenimentului a fost destul de controversată: după cum remarca Olivier Le Trocquer, „se punea problema de a judeca dacă protagoniștii au comis o infracțiune, dacă sunt vinovați sau nu în raport cu morala publică, sau dacă ar trebui să le fim recunoscători că au dărâmat Imperiul și au preluat puterea”. De exemplu, în primul volum al lucrării sale Istoria contemporană, publicată în 1897, istoricul Samuel Denis este deosebit de virulent: „Într-adevăr, cei din 4 septembrie se făceau vinovați de o uzurpare manifestă, pe care circumstanțele periculoase în care se aflau nu erau suficiente pentru a o legitima, prin preluarea puterii într-un mod revoluționar, cu ajutorul celor care au invadat Corpului Legislativ și fără consimțământul reprezentanților țării, și au folosit această putere uzurpată într-un mod care a compromis interesele patriei! Din această dublă cauză, ei nu pot să scape de judecata istoriei.”

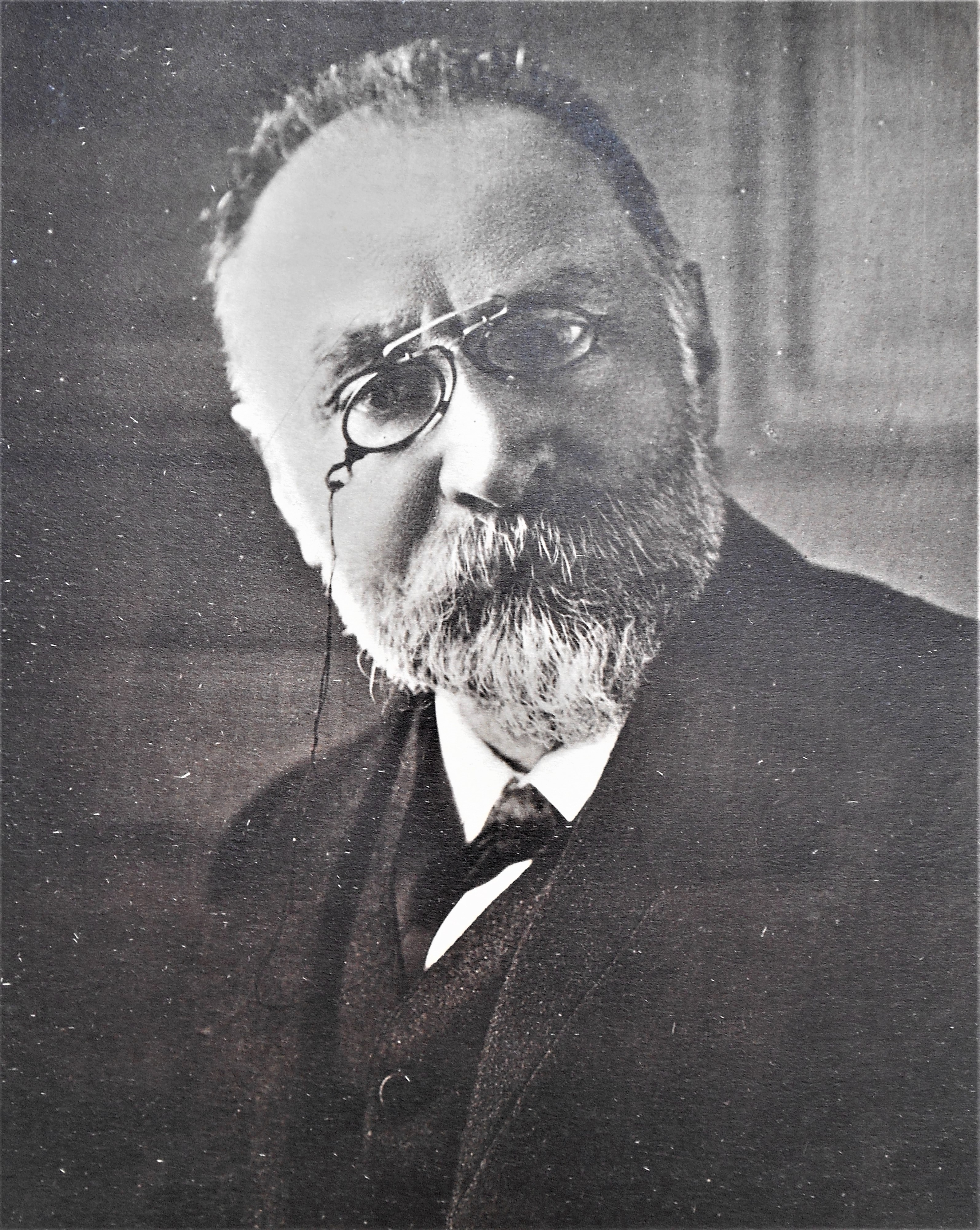
a publicat prima relatare distanțată a evenimentului.

Prima relatare distanțată a evenimentului a apărut în 1921, odată cu publicarea celui de al șaptelea volum al Istoriei Franței contemporane, intitulat De la declinul celui de-al Doilea Imperiu la instaurarea celei de a Treia Republici, scrisă de Charles Seignobos⁠(d) sub îndrumarea lui Ernest Lavisse⁠(d). Publicarea lucrării a fost aproape contemporană cu cea de-a cincizecea aniversare a Republicii, sărbătorită în anul precedent, și se înscria mai degrabă în perspectiva unei comemorări a proclamării decât a revoluției care a condus la înfăptuirea ei. În jurul anului 1930, au apărut lucrări populare, precum Le Quatre Septembre de Raymond Recouly⁠(d) sau Le 4 september a scriitorului și jurnalistului Léo Larguier⁠(d). În aceeași perioadă, proclamarea Republicii a fost menționată în lucrările dedicate istoriei celei de a Treia Republici, care sunt toate relatări partizane și angajate, cum ar fi cartea critică a istoricului regalist Jacques Bainville sau, pe de altă parte, relatarea laudativă a lui Alexandre Zévaès⁠(d). Aceste două lucrări, cu judecăți foarte diferite, au în comun faptul că pun în prim-plan 4 septembrie, spre deosebire de cele publicate anterior.
După al Doilea Război Mondial, evenimentul a fost rareori menționat. În 1952, Joseph Calmette⁠(d) a transformat-o într-o dată importantă în istoria republicană, într-o „viziune evolutivă a progresului istoric”, dar fără a oferi o relatare detaliată a acesteia sau a pune la îndoială presupusa sa valoare: „4 septembrie se înscrie ca una din cele mai remarcabile date istorice ale noastre. A dat semnalul sfârșitului ordinii monarhice și puterii personale. Nici regalitate, nici Imperiul nu au mai reapărut în alternanța regimurilor noastre. A fost cu adevărat sfârșitul unei perioade. Franța avea să fie guvernată numai sub forma republicană”. Un prim articol important i-a fost dedicat de Rémy Gossez în 1952, cu ocazia celui de al 77-lea congres al societăților savanților ținută la Grenoble. Acest articol studiază pregătirea răsturnării Imperiului, arătând rolul activ jucat de Garda Națională⁠(d) și respinge acuzația de conspirație care a fost adusă deputaților republicani.

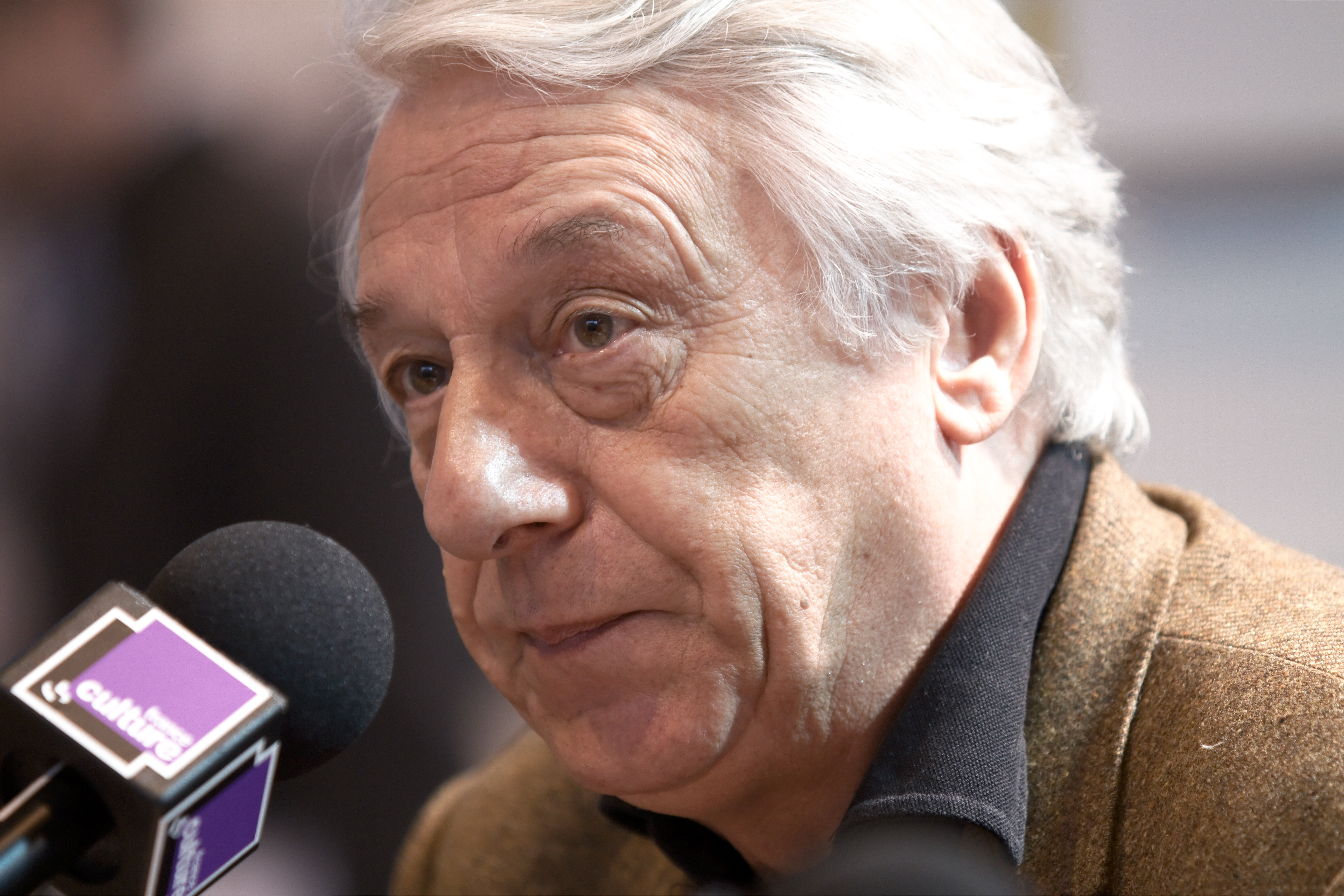
În anii 1970, a participat la bogata istoriografie a Comunei din Paris, care a oferit o interpretare socială a zilei de.

În anii 1970, centenarul Comunei a fost însoțit de o istoriografie bogată, care a tratat și proclamarea Republicii într-o interpretare socială a evenimentului. Majoritatea acestor lucrări, favorabile Comunei, dau datei de 4 septembrie o conotație negativă, dând vina pe presupusele motive ascunse ale „burgheziei republicane” care a preluat puterea în ziua aceea, printr-un calcul politic menit să împiedice revoluția socială. Istoricul Henri Guillemin⁠(d) condamnă „republica Jules-ilor” în vreme ce filosoful Henri Lefebvre⁠(d) prezintă evenimentele din 4 septembrie ca pe un conflict între burghezii moderați și muncitorime. Jean-Pierre Azéma⁠(d) și Michel Winock⁠(d) critică și ei „imaginea de Epinal” conform căreia în ziua aceea, „republica s-a impus Franței, ca pasărea Phoenix renăscută din propria cenușă, pentru salvarea patriei”. În 1973, Alain Plessis⁠(d), inspirat de cercetări recente pe tema Comunei, a stabilit-o pe aceasta ca dată reală a rupturii în loc de 1870, și a reluat caracterul social al evenimentului, atenuând în același timp dimensiunea revoluționară a zilei de 4 septembrie.
În ultimii ani ai secolului al XX-lea, istorici precum Maurice Agulhon, Stéphane Audoin-Rouzeau sau Éric Anceau regretau că acest eveniment fondator a căzut în uitare. Acesta din urmă îi numește și pe cei responsabili, conform spuselor sale: „Zilele din februarie 1848 și 4 septembrie 1870 […] sunt date-cheie în istoria noastră contemporană pentru că fiecare dintre ele corespunde unei revoluții și pentru că ele marchează renașterea și apoi ancorarea în țara noastră a republicii, regim care nu a mai fost înlăturat, cu excepția perioade între 1940 și 1944. Totuși, ele nu reprezintă, în cel mai bun caz, pentru imensa majoritate a francezilor, decât vagi amintiri școlare, sau ale unor manifestări de curiozitate. […] Nu este nimic surprinzător. Este de ajuns să consultăm programele colegiilor și liceelor precum și detaliile temelor date în universități pentru a înțelege rolul neglijabil pe care îl ocupă acești douăzeci și trei de ani”. Doar lucrarea lui Jean-Yves Mollier⁠(d) și Jocelyne George, La plus longue des Républiques, publicată în 1994, nu abordează tema uitării, ci oferă o analiză a evenimentului care integrează faptele care au avut loc în provincie în acea zi. În 2017, avocatul și eseistul Pierre Cornut-Gentille⁠(d) intenționa să combată această uitare și să restabilească locul lui 4 septembrie în istoria Franței, oferind o relatare detaliată a evenimentelor din acea zi, oră cu oră.
În 2015, în studiul său despre înfrângerea Franței în războiul din 1870, istoricul Alain Gouttman a fost deosebit de virulent față de revoluționarii de la 4 septembrie, evocând în acest sens o „impostură”. El îl acuză direct pe generalul Trochu că a favorizat planurile republicane, abandonând voluntar apărarea Corpului Legislativ și a Palatului Tuileries, și le reproșează republicanilor grupați în jurul lui Léon Gambetta că au acționat din oportunism și sete de putere împotriva intereselor țării: „[…] a sacrifica totul pe altarul ideologiei în asemenea circumstanțe tragice, a răsturna un guvern legitim în prezența inamicului și după ce armatele franceze căzuseră în genunchi, era o formă de trădare împotriva adevăratelor interese ale națiunii, însemna a da prioritate cauzelor de război civil în fața celor ale războiului extern.” Gouttman vorbește despre 4 septembrie ca despre o „zi nefastă” de la care „țara s-a scufundat în haos”.

### 4 septembrie, revoluție?
Proclamarea Republicii Franceze la 4 septembrie 1870 a fost a treia revoluție franceză a secolului al XIX-lea, după cele Trei Zile Glorioase din iulie 1830 care l-au adus pe tron pe regele Ludovic Filip I în fruntea unui nou regim, Monarhia din Iulie, și după revoluția din 1848 care a dus la nașterea celei de a Doua Republici. Aceasta face parte dintr-un context mai larg de instabilitate politică început cu Revoluția Franceză din 1789.

Libertatea conducând poporul, o pictură de Eugène Delacroix, celebrează Trei Zile Glorioase.

Ziua de 4 septembrie reia succesiunea evenimentelor din marile zile revoluționare pe care țara le trăise deja, și anume „revolta spontană a poporului din Paris în numele libertății; presiunea mulțimii asupra Adunării sau invadarea acesteia din urmă de către mulțimea care cerea căderea monarhului; formarea unui guvern provizoriu și proclamarea noului regim la Primărie cu dublul obiectiv de a pacifica manifestanții și de a preveni ieșirea în față a extremiștilor”.
Însă, spre deosebire de revoluțiile anterioare, ziua de 4 septembrie a venit după un dezastru militar și nu a fost rezultatul unei crize socio-economice. Nu a provocat morți sau răniți și a dus la un regim republican stabil și necontestat, cu excepția regimului de la Vichy din timpul celui de al Doilea Război Mondial. Din acest motiv, Pierre Cornut-Gentille consideră evenimentele din 1830 și 1848 „niște încercări haotice, sângeroase și, în cele dinurmă nefinalizate de a consacra principiile Marii Revoluții sau de a instala o republică durabilă”, revoluții „mânjite și neterminate, spre deosebire de copia curată și neîntinată a celor din 4 septembrie”. Pentru istoricul Éric Anceau, „fără să fie spectaculoasă, însângerată și glorioasă ca cele dinainte, ziua de 4 septembrie a pregătit […] triumfurile viitoare ale celei de a Treia Republici”.
Absența victimelor și a baricadelor îi determină pe mulți istorici să susțină ideea că proclamația din 4 septembrie nu poate fi numită revoluție. Pentru René Rémond⁠(d), „este greu să putem vorbi despre o zi revoluționară”, punct de vedere împărtășit de Stéphane Audoin-Rouzeau⁠(d), care subliniază absența violenței și puținele acte de vandalism observate în această zi, cu excepția distrugerii unor embleme imperiale. Mai mult, aceste acte iconoclaste au fost mai prezente în relatările contemporane ale evenimentului (articole de presă sau jurnale personale) decât în relatările ulterioare ale istoricilor, ceea ce îl determină pe Olivier Le Trocquer să afirme că „Aceste rituri sunt pentru contemporani o marcă a caracterului revoluționar al evenimentului și că ștergerea lor ulterioară însoțește reinterpretarea eufemistică a lui 4 septembrie”.

### Oportunismul republicanilor
Eseistul Pierre Cornut-Gentille⁠(d) notează că înainte de 1870, „niciodată protagoniștii unei revoluții nu avuseseră până la acel monment grija de a se menaja reciproc. Nicio lovitură de stat nu se mai înfăptuise cu atâta reținere. Nu numai că nu s-a tras niciun foc de armă, nu s-a făcut nicio baricadă il n'y eut aucun coup de feu, aucune barricade, nu s-a vărsat nicio picătură de sânge, dar cei care au preluat puterea aproape că își cereau scuze, în timp ce cei înlăturați de la putere nu păreau să protesteze decât de formă”. Ani de zile, doctrina republicanilor moderați din Adunare⁠(d) constase în liniștirea populației pentru a prelua puterea pe cale democratică. Acest atașament față de legalism este expus și de unul dintre liderii republicanilor, Léon Gambetta, în timpul procesului afacerii Baudin din 1868, când acesta din urmă opune în pledoaria sa ceea ce el numește „baricada dreptului” față de ce se naște din violența de stradă: „[…] dacă examinăm ce scriem, nu vom găsi niciun rând care să nu fie conform dreptului”.
Pentru republicani, o revoluție nu putea avea alte consecințe decât discreditarea noului regim și, pe termen lung, dispariția acestuia. Însă, cursul evenimentelor din 4 septembrie i-a determinat în cele din urmă să o înfăptuiască, contrar principiilor lor. Pentru istoricii René Rémond și Jérôme Grévy, Republica nu s-a născut dintr-un complot, ci dintr-un vid de putere, din „vidul creat de înfrângere”. Potrivit lui Pierre Cornut-Gentille, mai presus de toate, „au fost mânați de evenimente, dar au și profitat, din când în când, de oportunitățile succesive care, în ochii lor, le permiteau să salveze esențialul: ca Partidul Republican și Republica să nu fie asociate cu o lovitură de forță și apoi, de îndată ce majoritatea și Thiers însuși cedau, și era fizic imposibil să reziste mulțimii de manifestanți, să proclame Republica evitând războiul civil.”
Când Jules Favre⁠(d) și Léon Gambetta au preluat conducerea procesiunii care se îndrepta spre primărie⁠(d) pentru a proclama Republica, ei căutau, prin urmare, să le ia fața liderilor de extremă stânga care puteau profita de circumstanțe pentru a răsturna ordinea socială, între care Auguste Blanqui, Jean-Baptiste Millière⁠(d), Charles Delescluze⁠(d) și Gustave Flourens⁠(d). Fără a fi declanșatorii, deputații republicani au ales, așadar, să preia conducerea mișcării revoluționare în încercarea de a o înfrâna.
Istoricul Jacques Julliard⁠(d) susține că întărirea puterii parlamentare dorită de Napoleon al III-lea într-un regim mai liberal a sfârșit prin a servi intereselor republicanilor. El afirmă că „al Doilea Imperiu a fost pentru republică o fază pregătitoare, analogă rolului jucat de Restaurație pentru regimul reprezentativ și parlamentar. În cele două cazuri, aceste regimuri se îndreptau, în ciuda propriei naturi, către formarea mentalităților care aveau să le facă supraviețuirea imposibilă”. Pentru mulți istorici, apariția Republicii este, așadar, înainte de toate, consecința prăbușirii regimului imperial, o prăbușire care nu se datorează deloc republicanilor, ci mai degrabă circumstanțelor conflictului împotriva Prusiei.
După înfrângerea împăratului, Partidul Republican a părut a fi cel mai capabil să apere integritatea teritoriului și unitatea națiunii, ceea ce le-a permis în cele din urmă liderilor săi să „smulgă Republica din mâinile partizanilor ei, și chiar să o golească de spiritul ei partizan, cu scopul de a o identifica cu națiunea însăși”, după cum se exprima istoricul.

### Un eveniment șters din memoria colectivă
„Niciodată sărbătorită, niciodată comemorată, ziua de 4 septembrie 1870 pare astăzi ștearsă din memoria națională.”—Pierre Cornut-Gentille⁠(d)
Încă din 1930, istoricul Daniel Halévy⁠(d) folosea expresia „vremurile obscure” (temps obscurs) pentru a evoca perioada fondatoare a celei de a Treia Republici. Protagoniștii evenimentului nu au căutat niciodată să-l comemoreze, iar cărțile de istorie îi rezervă, în mare parte, un loc infim. În marea Istorie a Franței contemporane în douăsprezece volume, editată de Ernest Lavisse⁠(d), „institutorul Republicii”, ale cărui opere au contribuit în mare măsură la construirea narațiunii naționale , ziua de 4 septembrie este evocată într-un scurt paragraf de optsprezece rânduri, dintre care doar cinci sunt destinate rezumării faptelor și treisprezece enumerării membrilor Guvernului de Apărare Națională⁠(d). Acest scurt pasaj apare într-o secțiune intitulată „Armata Loarei” dintr-un capitol dedicat războiului din 1870, ca și cum ar fi fost doar un eveniment minor.
Același lucru este valabil și în lucrări mai recente, relatarea evenimentului depășind rareori câteva rânduri, cum ar fi în volumul al nouălea al Noii istorii a Franței contemporane de Alain Plessis⁠(d), publicată în 1979 sau în La France du XIXe siècle de Francis Démier, publicată în 2000. Eseistul Pierre Cornut-Gentille, care a publicat o relatare detaliată a acestei zile revoluționare în 2017, remarca însă două excepții, lucrarea lui Jean-Yves Mollier⁠(d) și Jocelyne George, La plus longue des Républiques, publicată în 1994,, și L'année terrible de Pierre Milza⁠(d), publicată în 2009.
Prin urmare, evenimentul este cel mai adesea înlocuit sau chiar evitat, ca în Istoria întemeierii celei de-a Treia Republici de Gabriel Hanotaux⁠(d), al cărui prim volum, reeditat în 1925, este intitulat Le gouvernement de M. Thiers, acoperind perioada 1870–1873. Astfel, el anticipează accesul acestuia din urmă la putere, evitând episodul revoluționar.
În mod similar, diferitele guverne republicane rareori au sărbătorit evenimentul. În 1880, la alegerea datei sărbătorii naționale, fondatorii celei de a Treia Republici au ales ziua de 14 iulie, dată care comemorează nu doar căderea Bastiliei, ci și Sărbătoarea Federației⁠(d), organizată un an mai târziu pentru a celebra unitatea națiunii în jurul regelui. Acest argument a fost invocat și pentru a-i convinge pe deputații monarhiști care se opuneau proiectului de lege. Data de 4 septembrie nu a fost niciodată menționată în timpul dezbaterilor parlamentare care au precedat această alegere. Dacă liderii celei de a Treia Republici nu sărbătoresc evenimentul său fondator, acesta este sărbătorit mai frecvent în provincii, în special în regiunile în care votul pentru republicani a fost cel mai numeros și unde multe străzi îi sunt dedicate. În Franța, peste 130 de comune au o Rue du Quatre-Septembre.

La Paris, puține locuri păstrează memoria evenimentului. Rue du Quatre-Septembre⁠(d) a fost botezată și ea chiar în acea zi (anterior se numea „Strada 10 Decembrie”, în cinstea alegerii⁠(d) prințului Ludovic-Napoleon Bonaparte ca președinte al Republicii în 1848. În mod similar, proclamarea Republicii se numără printre cele douăsprezece altoreliefuri ale sculptorului Léopold Morice⁠(d) care împodobesc piedestalul Monumentului Republicii⁠(d), situat în Place de la République⁠(d).
- Locuri memoriale ale datei de 4 septembrie 1870

Locuri memoriale ale datei de
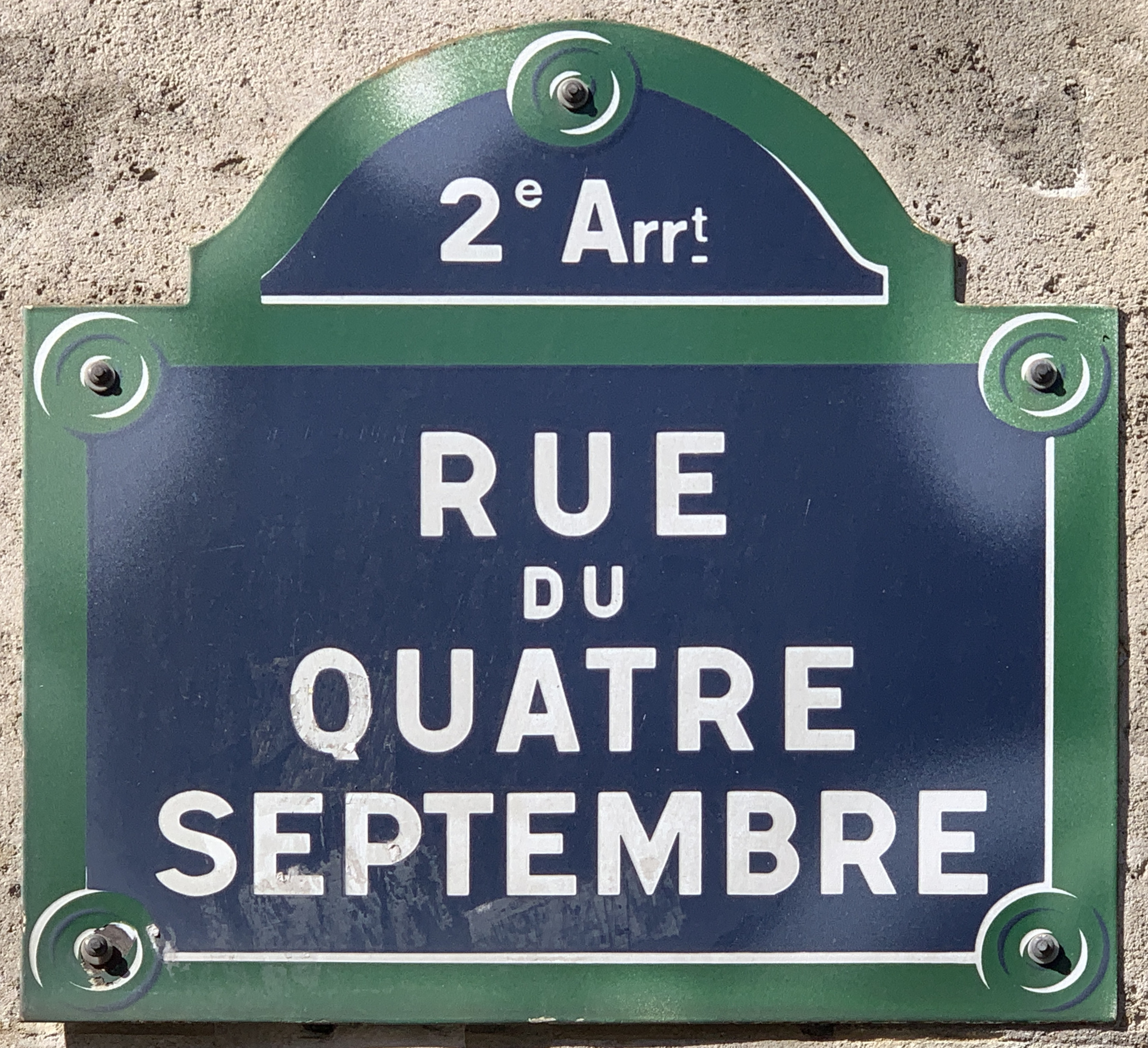
Stradă din Paris, comemorând proclamarea Republicii
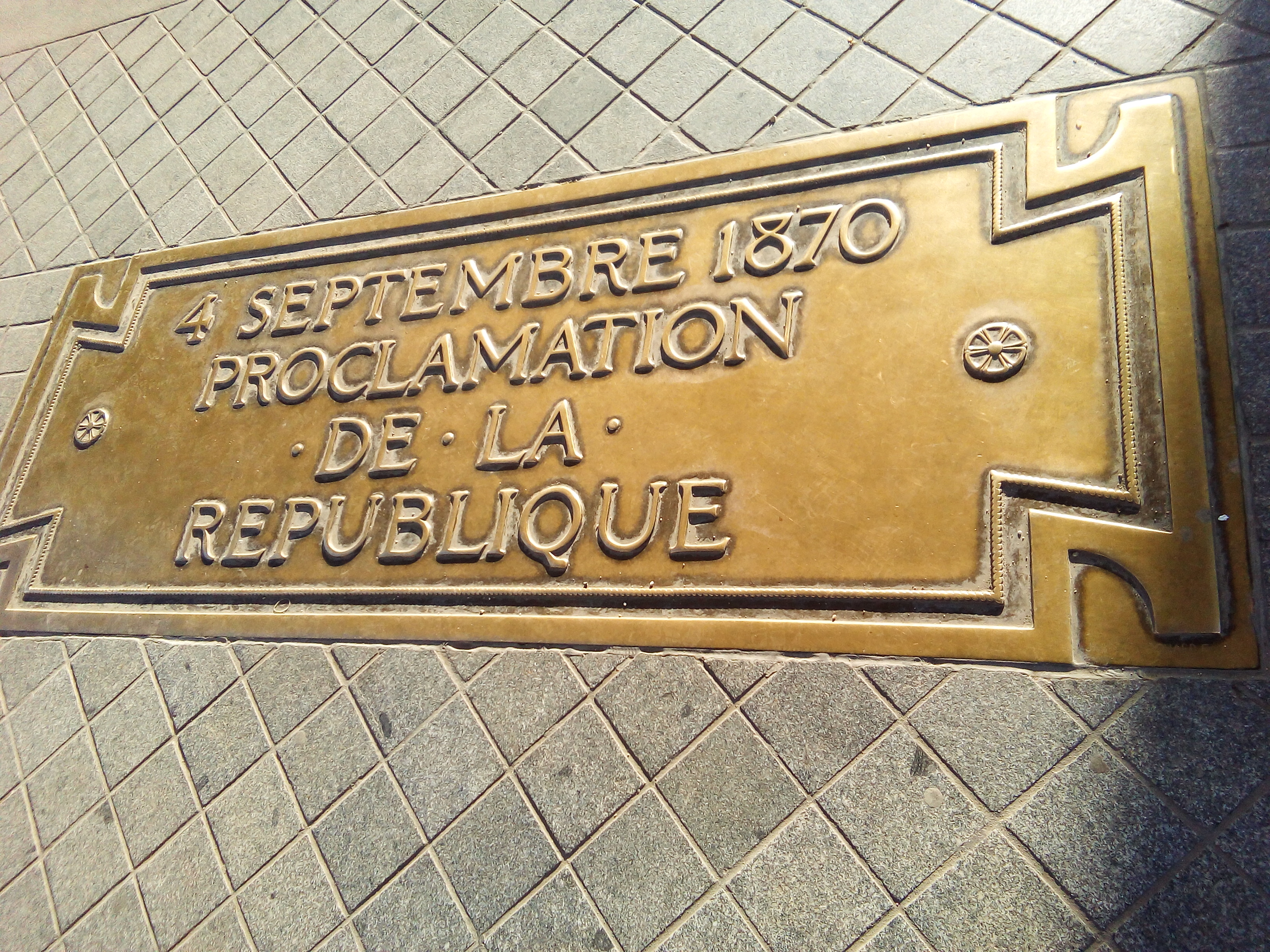
Placă comemorativă lângă Mormântul Soldatului Necunoscut⁠(d), la baza Arcului de Triumf
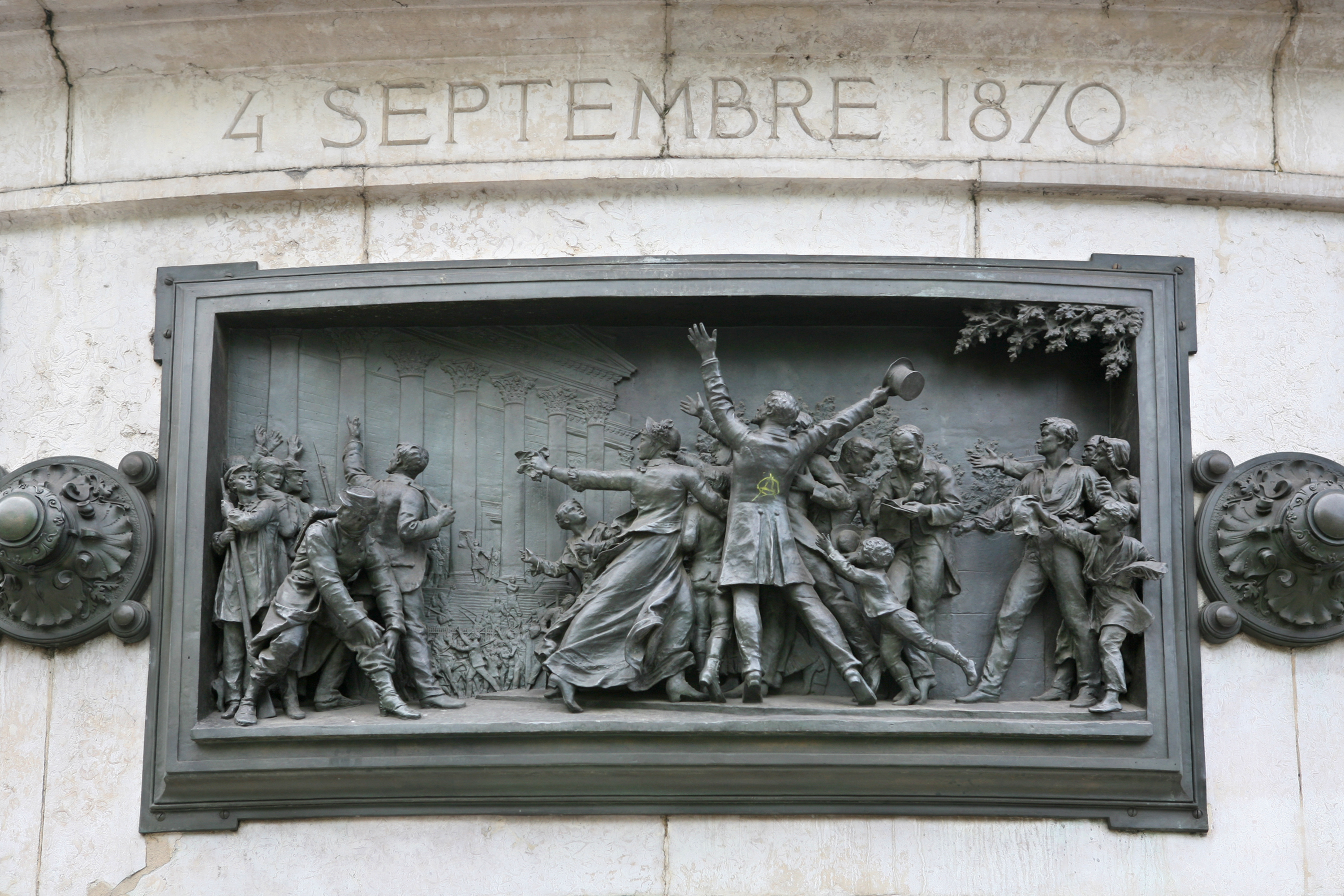
Altorelief din bronz pe piedestalul Monumentului Republicii⁠(d)
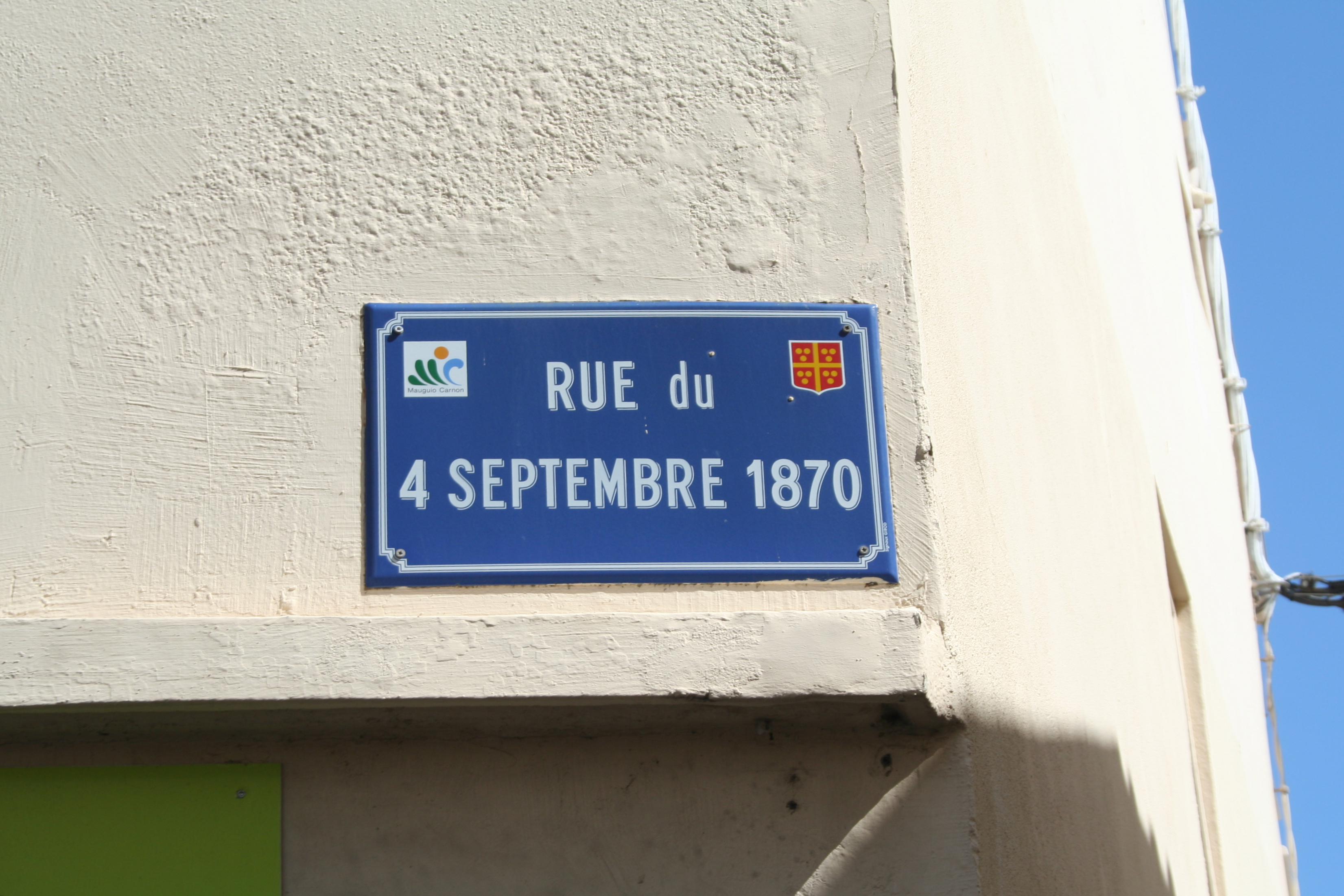
Semn stradal în Mauguio, departamentul Hérault

În 1920, cea de-a cincizecea aniversare a proclamării Republicii a fost comemorată nu pe 4 septembrie, ci pe 11 noiembrie, data armistițiului din 1918, în același timp cu depunerea rămășițelor pământești ale soldatului necunoscut⁠(d) sub Arcul de Triumf și a inimii lui Léon Gambetta în Panteon. În 1970, sărbătorile centenarului celei de a Treia Republici s-au limitat la o conferință despre spiritul republican organizată de Universitatea din Orléans⁠(d) și la o expoziție la Primăria din Paris⁠(d), inaugurată de președintele Georges Pompidou. Ca unică excepție notabilă 4 septembrie a fost data aleasă de Charles de Gaulle în 1958 pentru a rosti un discurs de prezentare a proiectului de constituție al celei de a Cincea Republici, în care exalta Republica în acești termeni: „[…] în urma Sedanului, am văzut-o oferindu-se țării pentru a repara dezastrul.” Fără a-i cita pe protagoniști, generalul de Gaulle le revendica implicit moștenirea pentru a-și justifica acțiunile și a-și legitima concepția despre Republică. Potrivit lui Olivier Le Trocquer, discursul său pune sub semnul întrebării „una dintre problemele politice ale evenimentului în sine: ar trebui ca legitimitatea siguranței publice, sub forma republicii, să prevaleze asupra legalității existente în caz de criză sau nu?” În 2020, aniversarea a 150 de ani a fost sărbătorită la Panteon, sub egida Președintelui Republicii, în cadrul unei ceremonii de dobândire a cetățeniei franceze⁠(d).
Această ștergere relativă a lui 4 septembrie din memoria colectivă poate fi explicată în diferite moduri. Pentru contemporani, memoria acestui act fondator a fost zdrobită de evenimentele tragice care l-au precedat și de cele care l-au urmat. 4 septembrie este prins într-o menghină între un „an teribil” care, de la invadarea țării până la armistițiu, trecând prin asediul capitalei și evenimentele Comunei, evocă mai presus de toate suferința și umilința poporului. În 1874, într-o scrisoare, Léon Gambetta descria tristețea care l-a cuprins în acea zi, în timpul călătoriei sale cu trăsura spre primărie: „Întoarcerea acestei dureroase și tragice aniversări de ce douloureux et tragique anniversaire îmi așează mereu o mantie neagră pe suflet”.Mai mult, una dintre imaginile păstrate din acea perioadă în memoria colectivă este cea a lui Gambetta plecând cu balonul din Parisul asediat, un eveniment spectaculos și simbolic care întruchipează rezistența și curajul guvernului republican, simbolistică pe care proclamația din 4 septembrie nu o poate avea, întrucât, potrivit istoricului Francis Démier, „Republica s-a impus în primul rând ca un act de deces al celui de al Doilea Imperiu, victimă a unui război pierdut, și nu a unei revoluții”.